# Tàn cuộc hai Mã (cờ vua)
Tàn cuộc hai Mã, hay Cờ tàn hai Mã là một dạng tàn cuộc trong cờ vua, với một bên có một Vua và hai Mã chống lại một bên có một Vua và có thể kèm thêm chút "vật chất". Vật chất có thêm đối với bên phòng thủ (bên chỉ có một Vua) thường là một Tốt, nhưng trong một số thế cờ được nghiên cứu có bao gồm thêm Tốt bổ sung hoặc thêm những quân khác. Trái ngược với một Vua và hai Tượng (khác màu), hay một Vua một Tượng và một Mã, một Vua và hai Mã không thể buộc Vua đơn độc của đối thủ vào tình thế bị chiếu hết (chỉ có thể ép vào thế hết nước đi). Mặc dù có thế cờ thể hiện chiếu hết bằng hai Mã (như hình), nhưng thực tế bên mạnh không thể giành được chiến thắng trước sự phòng thủ chính xác (và không khó để thực hiện) của bên yếu (Speelman, Tisdall & Wade 1993:11).
|   | a                                                                 | b                                                                 | c                                                                 | d                                                                 | e                                                                 | f                                                                 | g                                                                 | h                                                                 |   |
| 8 | b3 white king · c2 white knight · d2 white knight · a1 black king | b3 white king · c2 white knight · d2 white knight · a1 black king | b3 white king · c2 white knight · d2 white knight · a1 black king | b3 white king · c2 white knight · d2 white knight · a1 black king | b3 white king · c2 white knight · d2 white knight · a1 black king | b3 white king · c2 white knight · d2 white knight · a1 black king | b3 white king · c2 white knight · d2 white knight · a1 black king | b3 white king · c2 white knight · d2 white knight · a1 black king | 8 |
| 7 | b3 white king · c2 white knight · d2 white knight · a1 black king | b3 white king · c2 white knight · d2 white knight · a1 black king | b3 white king · c2 white knight · d2 white knight · a1 black king | b3 white king · c2 white knight · d2 white knight · a1 black king | b3 white king · c2 white knight · d2 white knight · a1 black king | b3 white king · c2 white knight · d2 white knight · a1 black king | b3 white king · c2 white knight · d2 white knight · a1 black king | b3 white king · c2 white knight · d2 white knight · a1 black king | 7 |
| 6 | b3 white king · c2 white knight · d2 white knight · a1 black king | b3 white king · c2 white knight · d2 white knight · a1 black king | b3 white king · c2 white knight · d2 white knight · a1 black king | b3 white king · c2 white knight · d2 white knight · a1 black king | b3 white king · c2 white knight · d2 white knight · a1 black king | b3 white king · c2 white knight · d2 white knight · a1 black king | b3 white king · c2 white knight · d2 white knight · a1 black king | b3 white king · c2 white knight · d2 white knight · a1 black king | 6 |
| 5 | b3 white king · c2 white knight · d2 white knight · a1 black king | b3 white king · c2 white knight · d2 white knight · a1 black king | b3 white king · c2 white knight · d2 white knight · a1 black king | b3 white king · c2 white knight · d2 white knight · a1 black king | b3 white king · c2 white knight · d2 white knight · a1 black king | b3 white king · c2 white knight · d2 white knight · a1 black king | b3 white king · c2 white knight · d2 white knight · a1 black king | b3 white king · c2 white knight · d2 white knight · a1 black king | 5 |
| 4 | b3 white king · c2 white knight · d2 white knight · a1 black king | b3 white king · c2 white knight · d2 white knight · a1 black king | b3 white king · c2 white knight · d2 white knight · a1 black king | b3 white king · c2 white knight · d2 white knight · a1 black king | b3 white king · c2 white knight · d2 white knight · a1 black king | b3 white king · c2 white knight · d2 white knight · a1 black king | b3 white king · c2 white knight · d2 white knight · a1 black king | b3 white king · c2 white knight · d2 white knight · a1 black king | 4 |
| 3 | b3 white king · c2 white knight · d2 white knight · a1 black king | b3 white king · c2 white knight · d2 white knight · a1 black king | b3 white king · c2 white knight · d2 white knight · a1 black king | b3 white king · c2 white knight · d2 white knight · a1 black king | b3 white king · c2 white knight · d2 white knight · a1 black king | b3 white king · c2 white knight · d2 white knight · a1 black king | b3 white king · c2 white knight · d2 white knight · a1 black king | b3 white king · c2 white knight · d2 white knight · a1 black king | 3 |
| 2 | b3 white king · c2 white knight · d2 white knight · a1 black king | b3 white king · c2 white knight · d2 white knight · a1 black king | b3 white king · c2 white knight · d2 white knight · a1 black king | b3 white king · c2 white knight · d2 white knight · a1 black king | b3 white king · c2 white knight · d2 white knight · a1 black king | b3 white king · c2 white knight · d2 white knight · a1 black king | b3 white king · c2 white knight · d2 white knight · a1 black king | b3 white king · c2 white knight · d2 white knight · a1 black king | 2 |
| 1 | b3 white king · c2 white knight · d2 white knight · a1 black king | b3 white king · c2 white knight · d2 white knight · a1 black king | b3 white king · c2 white knight · d2 white knight · a1 black king | b3 white king · c2 white knight · d2 white knight · a1 black king | b3 white king · c2 white knight · d2 white knight · a1 black king | b3 white king · c2 white knight · d2 white knight · a1 black king | b3 white king · c2 white knight · d2 white knight · a1 black king | b3 white king · c2 white knight · d2 white knight · a1 black king | 1 |
|   | a                                                                 | b                                                                 | c                                                                 | d                                                                 | e                                                                 | f                                                                 | g                                                                 | h                                                                 |   |

Mặt khác, nếu Vua đơn độc có thêm một Tốt (đôi khi là nhiều Tốt), thì chiếu hết lại có thể xảy ra trong một vài trường hợp. Những thế cờ như vậy đã được nghiên cứu rộng rãi bởi A. A. Troitzky. Nếu như quân Tốt của bên yếu bị chặn trên hoặc trước "đường Troitzky", bên mạnh hơn có thể ép đối phương vào tình thế bị chiếu hết, mặc dù như vậy có thể yêu cầu cần tới 115 nước được chơi một cách tối ưu (chơi chính xác nhất). Lý do khiến chiếu hết có thể xảy ra chính là sự có mặt của quân Tốt ở bên phòng thủ, việc có thêm quân để đi làm mất khả năng hòa bởi hết nước đi của họ (Müller & Lamprecht 2001:19–20). Kỹ thuật (trong tình huống có thể) là chặn quân Tốt bằng một Mã và sử dụng Vua và Mã còn lại ép Vua đối phương vào một góc hoặc vào gần quân Mã kia. Sau đó quân Mã không chặn Tốt nữa và được sử dụng để chiếu hết (Dvoretsky 2006:280).

## Hai Mã không thể chiếu hết
Mặc dù có thế cờ thể hiện việc hai Mã chiếu hết được Vua (như hình trên), tuy nhiên họ không thể ép được đối phương đến tình thế như vậy. Edmar Mednis đã phát biểu việc hai Mã không thể ép được đối phương vào tình thế bị chiếu hết là "một trong những bất công lớn của cờ vua" (Mednis 1996:40).
Không giống như một vài dạng cờ tàn hòa lý thuyết khác, ví dụ như là Xe và Tượng chống Xe, bên phòng thủ (bên yếu) có một nhiệm vụ dể dàng trong mọi dạng cờ tàn hai Mã chống một Vua. Người chơi đơn giản chỉ cần tránh đi vào một tình thế mà có thể bị chiếu hết ở nước tiếp theo, và họ sẽ luôn luôn có một nước khác để đi trong những tình huống như vậy (Speelman, Tisdall & Wade 1993:11).
Nếu bên mạnh có ba quân Mã, họ có thể ép chiếu hết trong vòng 20 nước (nếu Vua bên yếu không ăn được một trong số ba quân Mã) (Fine 1941:5–6).

### Vua bên yếu ở góc bàn cờ
|   | a                                                                 | b                                                                 | c                                                                 | d                                                                 | e                                                                 | f                                                                 | g                                                                 | h                                                                 |   |
| 8 | h8 black king · e6 white knight · g6 white king · f5 white knight | h8 black king · e6 white knight · g6 white king · f5 white knight | h8 black king · e6 white knight · g6 white king · f5 white knight | h8 black king · e6 white knight · g6 white king · f5 white knight | h8 black king · e6 white knight · g6 white king · f5 white knight | h8 black king · e6 white knight · g6 white king · f5 white knight | h8 black king · e6 white knight · g6 white king · f5 white knight | h8 black king · e6 white knight · g6 white king · f5 white knight | 8 |
| 7 | h8 black king · e6 white knight · g6 white king · f5 white knight | h8 black king · e6 white knight · g6 white king · f5 white knight | h8 black king · e6 white knight · g6 white king · f5 white knight | h8 black king · e6 white knight · g6 white king · f5 white knight | h8 black king · e6 white knight · g6 white king · f5 white knight | h8 black king · e6 white knight · g6 white king · f5 white knight | h8 black king · e6 white knight · g6 white king · f5 white knight | h8 black king · e6 white knight · g6 white king · f5 white knight | 7 |
| 6 | h8 black king · e6 white knight · g6 white king · f5 white knight | h8 black king · e6 white knight · g6 white king · f5 white knight | h8 black king · e6 white knight · g6 white king · f5 white knight | h8 black king · e6 white knight · g6 white king · f5 white knight | h8 black king · e6 white knight · g6 white king · f5 white knight | h8 black king · e6 white knight · g6 white king · f5 white knight | h8 black king · e6 white knight · g6 white king · f5 white knight | h8 black king · e6 white knight · g6 white king · f5 white knight | 6 |
| 5 | h8 black king · e6 white knight · g6 white king · f5 white knight | h8 black king · e6 white knight · g6 white king · f5 white knight | h8 black king · e6 white knight · g6 white king · f5 white knight | h8 black king · e6 white knight · g6 white king · f5 white knight | h8 black king · e6 white knight · g6 white king · f5 white knight | h8 black king · e6 white knight · g6 white king · f5 white knight | h8 black king · e6 white knight · g6 white king · f5 white knight | h8 black king · e6 white knight · g6 white king · f5 white knight | 5 |
| 4 | h8 black king · e6 white knight · g6 white king · f5 white knight | h8 black king · e6 white knight · g6 white king · f5 white knight | h8 black king · e6 white knight · g6 white king · f5 white knight | h8 black king · e6 white knight · g6 white king · f5 white knight | h8 black king · e6 white knight · g6 white king · f5 white knight | h8 black king · e6 white knight · g6 white king · f5 white knight | h8 black king · e6 white knight · g6 white king · f5 white knight | h8 black king · e6 white knight · g6 white king · f5 white knight | 4 |
| 3 | h8 black king · e6 white knight · g6 white king · f5 white knight | h8 black king · e6 white knight · g6 white king · f5 white knight | h8 black king · e6 white knight · g6 white king · f5 white knight | h8 black king · e6 white knight · g6 white king · f5 white knight | h8 black king · e6 white knight · g6 white king · f5 white knight | h8 black king · e6 white knight · g6 white king · f5 white knight | h8 black king · e6 white knight · g6 white king · f5 white knight | h8 black king · e6 white knight · g6 white king · f5 white knight | 3 |
| 2 | h8 black king · e6 white knight · g6 white king · f5 white knight | h8 black king · e6 white knight · g6 white king · f5 white knight | h8 black king · e6 white knight · g6 white king · f5 white knight | h8 black king · e6 white knight · g6 white king · f5 white knight | h8 black king · e6 white knight · g6 white king · f5 white knight | h8 black king · e6 white knight · g6 white king · f5 white knight | h8 black king · e6 white knight · g6 white king · f5 white knight | h8 black king · e6 white knight · g6 white king · f5 white knight | 2 |
| 1 | h8 black king · e6 white knight · g6 white king · f5 white knight | h8 black king · e6 white knight · g6 white king · f5 white knight | h8 black king · e6 white knight · g6 white king · f5 white knight | h8 black king · e6 white knight · g6 white king · f5 white knight | h8 black king · e6 white knight · g6 white king · f5 white knight | h8 black king · e6 white knight · g6 white king · f5 white knight | h8 black king · e6 white knight · g6 white king · f5 white knight | h8 black king · e6 white knight · g6 white king · f5 white knight | 1 |
|   | a                                                                 | b                                                                 | c                                                                 | d                                                                 | e                                                                 | f                                                                 | g                                                                 | h                                                                 |   |

Bên yếu có thể đi một nước blunder (sai lầm cực kỳ nghiêm trọng) để rồi bị chiếu hết. Trong thế cờ ở hình bên, nếu Trắng chơi 1.Me7 hoặc 1.Mh6 thì bên đen sẽ hết nước đi ngay lập tức. Trắng có thể thử cách khác:
1. Mf8 Vg8
2. Md7 Vh8
3. Md6 Vg8
4. Mf6+
lúc này nếu Đen chơi 4...Vh8 thì sẽ 5.Mf7#, chiếu hết. Nhưng nếu Đen chơi
4... Vf8
thì Trắng không tiến bộ hơn được gì (Keres 1984:2–3).
|   | a                                                                 | b                                                                 | c                                                                 | d                                                                 | e                                                                 | f                                                                 | g                                                                 | h                                                                 |   |
| 8 | g8 black king · d6 white knight · e6 white knight · g6 white king | g8 black king · d6 white knight · e6 white knight · g6 white king | g8 black king · d6 white knight · e6 white knight · g6 white king | g8 black king · d6 white knight · e6 white knight · g6 white king | g8 black king · d6 white knight · e6 white knight · g6 white king | g8 black king · d6 white knight · e6 white knight · g6 white king | g8 black king · d6 white knight · e6 white knight · g6 white king | g8 black king · d6 white knight · e6 white knight · g6 white king | 8 |
| 7 | g8 black king · d6 white knight · e6 white knight · g6 white king | g8 black king · d6 white knight · e6 white knight · g6 white king | g8 black king · d6 white knight · e6 white knight · g6 white king | g8 black king · d6 white knight · e6 white knight · g6 white king | g8 black king · d6 white knight · e6 white knight · g6 white king | g8 black king · d6 white knight · e6 white knight · g6 white king | g8 black king · d6 white knight · e6 white knight · g6 white king | g8 black king · d6 white knight · e6 white knight · g6 white king | 7 |
| 6 | g8 black king · d6 white knight · e6 white knight · g6 white king | g8 black king · d6 white knight · e6 white knight · g6 white king | g8 black king · d6 white knight · e6 white knight · g6 white king | g8 black king · d6 white knight · e6 white knight · g6 white king | g8 black king · d6 white knight · e6 white knight · g6 white king | g8 black king · d6 white knight · e6 white knight · g6 white king | g8 black king · d6 white knight · e6 white knight · g6 white king | g8 black king · d6 white knight · e6 white knight · g6 white king | 6 |
| 5 | g8 black king · d6 white knight · e6 white knight · g6 white king | g8 black king · d6 white knight · e6 white knight · g6 white king | g8 black king · d6 white knight · e6 white knight · g6 white king | g8 black king · d6 white knight · e6 white knight · g6 white king | g8 black king · d6 white knight · e6 white knight · g6 white king | g8 black king · d6 white knight · e6 white knight · g6 white king | g8 black king · d6 white knight · e6 white knight · g6 white king | g8 black king · d6 white knight · e6 white knight · g6 white king | 5 |
| 4 | g8 black king · d6 white knight · e6 white knight · g6 white king | g8 black king · d6 white knight · e6 white knight · g6 white king | g8 black king · d6 white knight · e6 white knight · g6 white king | g8 black king · d6 white knight · e6 white knight · g6 white king | g8 black king · d6 white knight · e6 white knight · g6 white king | g8 black king · d6 white knight · e6 white knight · g6 white king | g8 black king · d6 white knight · e6 white knight · g6 white king | g8 black king · d6 white knight · e6 white knight · g6 white king | 4 |
| 3 | g8 black king · d6 white knight · e6 white knight · g6 white king | g8 black king · d6 white knight · e6 white knight · g6 white king | g8 black king · d6 white knight · e6 white knight · g6 white king | g8 black king · d6 white knight · e6 white knight · g6 white king | g8 black king · d6 white knight · e6 white knight · g6 white king | g8 black king · d6 white knight · e6 white knight · g6 white king | g8 black king · d6 white knight · e6 white knight · g6 white king | g8 black king · d6 white knight · e6 white knight · g6 white king | 3 |
| 2 | g8 black king · d6 white knight · e6 white knight · g6 white king | g8 black king · d6 white knight · e6 white knight · g6 white king | g8 black king · d6 white knight · e6 white knight · g6 white king | g8 black king · d6 white knight · e6 white knight · g6 white king | g8 black king · d6 white knight · e6 white knight · g6 white king | g8 black king · d6 white knight · e6 white knight · g6 white king | g8 black king · d6 white knight · e6 white knight · g6 white king | g8 black king · d6 white knight · e6 white knight · g6 white king | 2 |
| 1 | g8 black king · d6 white knight · e6 white knight · g6 white king | g8 black king · d6 white knight · e6 white knight · g6 white king | g8 black king · d6 white knight · e6 white knight · g6 white king | g8 black king · d6 white knight · e6 white knight · g6 white king | g8 black king · d6 white knight · e6 white knight · g6 white king | g8 black king · d6 white knight · e6 white knight · g6 white king | g8 black king · d6 white knight · e6 white knight · g6 white king | g8 black king · d6 white knight · e6 white knight · g6 white king | 1 |
|   | a                                                                 | b                                                                 | c                                                                 | d                                                                 | e                                                                 | f                                                                 | g                                                                 | h                                                                 |   |

Johann Berger đã trình bày thế cờ này (hình bên), kết quả là hòa dù bên nào đi trước. Nếu Trắng đi trước:
1. Mf5 Vh8
2. Mg5 Vg8
3. Me7 Vf8! (Đen chỉ cần tránh 3...Vh8?, nước cờ dẫn tới việc bị chiếu hết ở nước sau với 4.Mf7#)
4. Vf6 Ve8
và Trắng không tiến bộ hơn được gì. Nếu Đen đi trước:
1... Vh8
2. Mf7 Vg8
3. Mh6 Vh8
4. Mg5
hòa vì hết nước đi (Guliev 2003:74).

### Vua bên yếu ở mép bàn cờ
|   | a                                                                 | b                                                                 | c                                                                 | d                                                                 | e                                                                 | f                                                                 | g                                                                 | h                                                                 |   |
| 8 | c8 black king · f8 white king · c4 white knight · d4 white knight | c8 black king · f8 white king · c4 white knight · d4 white knight | c8 black king · f8 white king · c4 white knight · d4 white knight | c8 black king · f8 white king · c4 white knight · d4 white knight | c8 black king · f8 white king · c4 white knight · d4 white knight | c8 black king · f8 white king · c4 white knight · d4 white knight | c8 black king · f8 white king · c4 white knight · d4 white knight | c8 black king · f8 white king · c4 white knight · d4 white knight | 8 |
| 7 | c8 black king · f8 white king · c4 white knight · d4 white knight | c8 black king · f8 white king · c4 white knight · d4 white knight | c8 black king · f8 white king · c4 white knight · d4 white knight | c8 black king · f8 white king · c4 white knight · d4 white knight | c8 black king · f8 white king · c4 white knight · d4 white knight | c8 black king · f8 white king · c4 white knight · d4 white knight | c8 black king · f8 white king · c4 white knight · d4 white knight | c8 black king · f8 white king · c4 white knight · d4 white knight | 7 |
| 6 | c8 black king · f8 white king · c4 white knight · d4 white knight | c8 black king · f8 white king · c4 white knight · d4 white knight | c8 black king · f8 white king · c4 white knight · d4 white knight | c8 black king · f8 white king · c4 white knight · d4 white knight | c8 black king · f8 white king · c4 white knight · d4 white knight | c8 black king · f8 white king · c4 white knight · d4 white knight | c8 black king · f8 white king · c4 white knight · d4 white knight | c8 black king · f8 white king · c4 white knight · d4 white knight | 6 |
| 5 | c8 black king · f8 white king · c4 white knight · d4 white knight | c8 black king · f8 white king · c4 white knight · d4 white knight | c8 black king · f8 white king · c4 white knight · d4 white knight | c8 black king · f8 white king · c4 white knight · d4 white knight | c8 black king · f8 white king · c4 white knight · d4 white knight | c8 black king · f8 white king · c4 white knight · d4 white knight | c8 black king · f8 white king · c4 white knight · d4 white knight | c8 black king · f8 white king · c4 white knight · d4 white knight | 5 |
| 4 | c8 black king · f8 white king · c4 white knight · d4 white knight | c8 black king · f8 white king · c4 white knight · d4 white knight | c8 black king · f8 white king · c4 white knight · d4 white knight | c8 black king · f8 white king · c4 white knight · d4 white knight | c8 black king · f8 white king · c4 white knight · d4 white knight | c8 black king · f8 white king · c4 white knight · d4 white knight | c8 black king · f8 white king · c4 white knight · d4 white knight | c8 black king · f8 white king · c4 white knight · d4 white knight | 4 |
| 3 | c8 black king · f8 white king · c4 white knight · d4 white knight | c8 black king · f8 white king · c4 white knight · d4 white knight | c8 black king · f8 white king · c4 white knight · d4 white knight | c8 black king · f8 white king · c4 white knight · d4 white knight | c8 black king · f8 white king · c4 white knight · d4 white knight | c8 black king · f8 white king · c4 white knight · d4 white knight | c8 black king · f8 white king · c4 white knight · d4 white knight | c8 black king · f8 white king · c4 white knight · d4 white knight | 3 |
| 2 | c8 black king · f8 white king · c4 white knight · d4 white knight | c8 black king · f8 white king · c4 white knight · d4 white knight | c8 black king · f8 white king · c4 white knight · d4 white knight | c8 black king · f8 white king · c4 white knight · d4 white knight | c8 black king · f8 white king · c4 white knight · d4 white knight | c8 black king · f8 white king · c4 white knight · d4 white knight | c8 black king · f8 white king · c4 white knight · d4 white knight | c8 black king · f8 white king · c4 white knight · d4 white knight | 2 |
| 1 | c8 black king · f8 white king · c4 white knight · d4 white knight | c8 black king · f8 white king · c4 white knight · d4 white knight | c8 black king · f8 white king · c4 white knight · d4 white knight | c8 black king · f8 white king · c4 white knight · d4 white knight | c8 black king · f8 white king · c4 white knight · d4 white knight | c8 black king · f8 white king · c4 white knight · d4 white knight | c8 black king · f8 white king · c4 white knight · d4 white knight | c8 black king · f8 white king · c4 white knight · d4 white knight | 1 |
|   | a                                                                 | b                                                                 | c                                                                 | d                                                                 | e                                                                 | f                                                                 | g                                                                 | h                                                                 |   |

Cũng có thế cờ thể hiện việc Vua bên yếu bị chiếu hết ở mép bàn cờ (thay vì ở trong góc), nhưng một lần nữa họ không thể bị bên mạnh ép đến tình thế đó. Trong thế cờ như hình bên, Trắng có thể thử 1. Mb6+, với hi vọng 1...Vd8?? 2.Me6#. Đen có thể tránh bị như thế một cách dễ dàng, ví dụ 1... Vc7. Việc có thể chiếu hết như vậy là cờ sở để sáng tạo nên một số dạng cờ thế (xem bên dưới).

### Ví dụ từ ván đấu thực tế
|   | a                                                                                   | b                                                                                   | c                                                                                   | d                                                                                   | e                                                                                   | f                                                                                   | g                                                                                   | h                                                                                   |   |
| 8 | g4 white knight · c3 white king · f3 black king · g3 black knight · f1 black knight | g4 white knight · c3 white king · f3 black king · g3 black knight · f1 black knight | g4 white knight · c3 white king · f3 black king · g3 black knight · f1 black knight | g4 white knight · c3 white king · f3 black king · g3 black knight · f1 black knight | g4 white knight · c3 white king · f3 black king · g3 black knight · f1 black knight | g4 white knight · c3 white king · f3 black king · g3 black knight · f1 black knight | g4 white knight · c3 white king · f3 black king · g3 black knight · f1 black knight | g4 white knight · c3 white king · f3 black king · g3 black knight · f1 black knight | 8 |
| 7 | g4 white knight · c3 white king · f3 black king · g3 black knight · f1 black knight | g4 white knight · c3 white king · f3 black king · g3 black knight · f1 black knight | g4 white knight · c3 white king · f3 black king · g3 black knight · f1 black knight | g4 white knight · c3 white king · f3 black king · g3 black knight · f1 black knight | g4 white knight · c3 white king · f3 black king · g3 black knight · f1 black knight | g4 white knight · c3 white king · f3 black king · g3 black knight · f1 black knight | g4 white knight · c3 white king · f3 black king · g3 black knight · f1 black knight | g4 white knight · c3 white king · f3 black king · g3 black knight · f1 black knight | 7 |
| 6 | g4 white knight · c3 white king · f3 black king · g3 black knight · f1 black knight | g4 white knight · c3 white king · f3 black king · g3 black knight · f1 black knight | g4 white knight · c3 white king · f3 black king · g3 black knight · f1 black knight | g4 white knight · c3 white king · f3 black king · g3 black knight · f1 black knight | g4 white knight · c3 white king · f3 black king · g3 black knight · f1 black knight | g4 white knight · c3 white king · f3 black king · g3 black knight · f1 black knight | g4 white knight · c3 white king · f3 black king · g3 black knight · f1 black knight | g4 white knight · c3 white king · f3 black king · g3 black knight · f1 black knight | 6 |
| 5 | g4 white knight · c3 white king · f3 black king · g3 black knight · f1 black knight | g4 white knight · c3 white king · f3 black king · g3 black knight · f1 black knight | g4 white knight · c3 white king · f3 black king · g3 black knight · f1 black knight | g4 white knight · c3 white king · f3 black king · g3 black knight · f1 black knight | g4 white knight · c3 white king · f3 black king · g3 black knight · f1 black knight | g4 white knight · c3 white king · f3 black king · g3 black knight · f1 black knight | g4 white knight · c3 white king · f3 black king · g3 black knight · f1 black knight | g4 white knight · c3 white king · f3 black king · g3 black knight · f1 black knight | 5 |
| 4 | g4 white knight · c3 white king · f3 black king · g3 black knight · f1 black knight | g4 white knight · c3 white king · f3 black king · g3 black knight · f1 black knight | g4 white knight · c3 white king · f3 black king · g3 black knight · f1 black knight | g4 white knight · c3 white king · f3 black king · g3 black knight · f1 black knight | g4 white knight · c3 white king · f3 black king · g3 black knight · f1 black knight | g4 white knight · c3 white king · f3 black king · g3 black knight · f1 black knight | g4 white knight · c3 white king · f3 black king · g3 black knight · f1 black knight | g4 white knight · c3 white king · f3 black king · g3 black knight · f1 black knight | 4 |
| 3 | g4 white knight · c3 white king · f3 black king · g3 black knight · f1 black knight | g4 white knight · c3 white king · f3 black king · g3 black knight · f1 black knight | g4 white knight · c3 white king · f3 black king · g3 black knight · f1 black knight | g4 white knight · c3 white king · f3 black king · g3 black knight · f1 black knight | g4 white knight · c3 white king · f3 black king · g3 black knight · f1 black knight | g4 white knight · c3 white king · f3 black king · g3 black knight · f1 black knight | g4 white knight · c3 white king · f3 black king · g3 black knight · f1 black knight | g4 white knight · c3 white king · f3 black king · g3 black knight · f1 black knight | 3 |
| 2 | g4 white knight · c3 white king · f3 black king · g3 black knight · f1 black knight | g4 white knight · c3 white king · f3 black king · g3 black knight · f1 black knight | g4 white knight · c3 white king · f3 black king · g3 black knight · f1 black knight | g4 white knight · c3 white king · f3 black king · g3 black knight · f1 black knight | g4 white knight · c3 white king · f3 black king · g3 black knight · f1 black knight | g4 white knight · c3 white king · f3 black king · g3 black knight · f1 black knight | g4 white knight · c3 white king · f3 black king · g3 black knight · f1 black knight | g4 white knight · c3 white king · f3 black king · g3 black knight · f1 black knight | 2 |
| 1 | g4 white knight · c3 white king · f3 black king · g3 black knight · f1 black knight | g4 white knight · c3 white king · f3 black king · g3 black knight · f1 black knight | g4 white knight · c3 white king · f3 black king · g3 black knight · f1 black knight | g4 white knight · c3 white king · f3 black king · g3 black knight · f1 black knight | g4 white knight · c3 white king · f3 black king · g3 black knight · f1 black knight | g4 white knight · c3 white king · f3 black king · g3 black knight · f1 black knight | g4 white knight · c3 white king · f3 black king · g3 black knight · f1 black knight | g4 white knight · c3 white king · f3 black king · g3 black knight · f1 black knight | 1 |
|   | a                                                                                   | b                                                                                   | c                                                                                   | d                                                                                   | e                                                                                   | f                                                                                   | g                                                                                   | h                                                                                   |   |

Trong thế cờ lấy từ một ván đấu diễn ra vào năm 1949 giữa Pal Benko và David Bronstein, Đen vừa mới phong Tốt thành một quân Mã (104...f2–f1=M+ 105.Vd2–c3 Vg2–f3). Lý do Đen không phong thành Hậu hay những quân khác là vì sau đó Trắng sẽ ngay lập tức chĩa đôi (tấn công đôi) Vua Đen và quân mới được phong cấp (104...f1=H 105.Me3+). Lúc này, Trắng chơi một nước khôi hài
106. Mh2+
chĩa đôi Vua và Mã Đen, thí Mã. Đen trả lời:
106... Mxh2
và hai bên đồng ý hòa (Benko 2007:133).
Một ví dụ khác là ván đấu thứ 8 trong trận chung kết giải Vô địch Cờ vua Thế giới 1981 giữa Anatoly Karpov và Viktor Korchnoi.

## Đường Troitzky
|   | a | b | c | d | e | f | g | h |   |
| 8 | b6 black circle · g6 black circle · c5 black circle · f5 black circle · a4 black circle · d4 black circle · e4 black circle · h4 black circle | b6 black circle · g6 black circle · c5 black circle · f5 black circle · a4 black circle · d4 black circle · e4 black circle · h4 black circle | b6 black circle · g6 black circle · c5 black circle · f5 black circle · a4 black circle · d4 black circle · e4 black circle · h4 black circle | b6 black circle · g6 black circle · c5 black circle · f5 black circle · a4 black circle · d4 black circle · e4 black circle · h4 black circle | b6 black circle · g6 black circle · c5 black circle · f5 black circle · a4 black circle · d4 black circle · e4 black circle · h4 black circle | b6 black circle · g6 black circle · c5 black circle · f5 black circle · a4 black circle · d4 black circle · e4 black circle · h4 black circle | b6 black circle · g6 black circle · c5 black circle · f5 black circle · a4 black circle · d4 black circle · e4 black circle · h4 black circle | b6 black circle · g6 black circle · c5 black circle · f5 black circle · a4 black circle · d4 black circle · e4 black circle · h4 black circle | 8 |
| 7 | b6 black circle · g6 black circle · c5 black circle · f5 black circle · a4 black circle · d4 black circle · e4 black circle · h4 black circle | b6 black circle · g6 black circle · c5 black circle · f5 black circle · a4 black circle · d4 black circle · e4 black circle · h4 black circle | b6 black circle · g6 black circle · c5 black circle · f5 black circle · a4 black circle · d4 black circle · e4 black circle · h4 black circle | b6 black circle · g6 black circle · c5 black circle · f5 black circle · a4 black circle · d4 black circle · e4 black circle · h4 black circle | b6 black circle · g6 black circle · c5 black circle · f5 black circle · a4 black circle · d4 black circle · e4 black circle · h4 black circle | b6 black circle · g6 black circle · c5 black circle · f5 black circle · a4 black circle · d4 black circle · e4 black circle · h4 black circle | b6 black circle · g6 black circle · c5 black circle · f5 black circle · a4 black circle · d4 black circle · e4 black circle · h4 black circle | b6 black circle · g6 black circle · c5 black circle · f5 black circle · a4 black circle · d4 black circle · e4 black circle · h4 black circle | 7 |
| 6 | b6 black circle · g6 black circle · c5 black circle · f5 black circle · a4 black circle · d4 black circle · e4 black circle · h4 black circle | b6 black circle · g6 black circle · c5 black circle · f5 black circle · a4 black circle · d4 black circle · e4 black circle · h4 black circle | b6 black circle · g6 black circle · c5 black circle · f5 black circle · a4 black circle · d4 black circle · e4 black circle · h4 black circle | b6 black circle · g6 black circle · c5 black circle · f5 black circle · a4 black circle · d4 black circle · e4 black circle · h4 black circle | b6 black circle · g6 black circle · c5 black circle · f5 black circle · a4 black circle · d4 black circle · e4 black circle · h4 black circle | b6 black circle · g6 black circle · c5 black circle · f5 black circle · a4 black circle · d4 black circle · e4 black circle · h4 black circle | b6 black circle · g6 black circle · c5 black circle · f5 black circle · a4 black circle · d4 black circle · e4 black circle · h4 black circle | b6 black circle · g6 black circle · c5 black circle · f5 black circle · a4 black circle · d4 black circle · e4 black circle · h4 black circle | 6 |
| 5 | b6 black circle · g6 black circle · c5 black circle · f5 black circle · a4 black circle · d4 black circle · e4 black circle · h4 black circle | b6 black circle · g6 black circle · c5 black circle · f5 black circle · a4 black circle · d4 black circle · e4 black circle · h4 black circle | b6 black circle · g6 black circle · c5 black circle · f5 black circle · a4 black circle · d4 black circle · e4 black circle · h4 black circle | b6 black circle · g6 black circle · c5 black circle · f5 black circle · a4 black circle · d4 black circle · e4 black circle · h4 black circle | b6 black circle · g6 black circle · c5 black circle · f5 black circle · a4 black circle · d4 black circle · e4 black circle · h4 black circle | b6 black circle · g6 black circle · c5 black circle · f5 black circle · a4 black circle · d4 black circle · e4 black circle · h4 black circle | b6 black circle · g6 black circle · c5 black circle · f5 black circle · a4 black circle · d4 black circle · e4 black circle · h4 black circle | b6 black circle · g6 black circle · c5 black circle · f5 black circle · a4 black circle · d4 black circle · e4 black circle · h4 black circle | 5 |
| 4 | b6 black circle · g6 black circle · c5 black circle · f5 black circle · a4 black circle · d4 black circle · e4 black circle · h4 black circle | b6 black circle · g6 black circle · c5 black circle · f5 black circle · a4 black circle · d4 black circle · e4 black circle · h4 black circle | b6 black circle · g6 black circle · c5 black circle · f5 black circle · a4 black circle · d4 black circle · e4 black circle · h4 black circle | b6 black circle · g6 black circle · c5 black circle · f5 black circle · a4 black circle · d4 black circle · e4 black circle · h4 black circle | b6 black circle · g6 black circle · c5 black circle · f5 black circle · a4 black circle · d4 black circle · e4 black circle · h4 black circle | b6 black circle · g6 black circle · c5 black circle · f5 black circle · a4 black circle · d4 black circle · e4 black circle · h4 black circle | b6 black circle · g6 black circle · c5 black circle · f5 black circle · a4 black circle · d4 black circle · e4 black circle · h4 black circle | b6 black circle · g6 black circle · c5 black circle · f5 black circle · a4 black circle · d4 black circle · e4 black circle · h4 black circle | 4 |
| 3 | b6 black circle · g6 black circle · c5 black circle · f5 black circle · a4 black circle · d4 black circle · e4 black circle · h4 black circle | b6 black circle · g6 black circle · c5 black circle · f5 black circle · a4 black circle · d4 black circle · e4 black circle · h4 black circle | b6 black circle · g6 black circle · c5 black circle · f5 black circle · a4 black circle · d4 black circle · e4 black circle · h4 black circle | b6 black circle · g6 black circle · c5 black circle · f5 black circle · a4 black circle · d4 black circle · e4 black circle · h4 black circle | b6 black circle · g6 black circle · c5 black circle · f5 black circle · a4 black circle · d4 black circle · e4 black circle · h4 black circle | b6 black circle · g6 black circle · c5 black circle · f5 black circle · a4 black circle · d4 black circle · e4 black circle · h4 black circle | b6 black circle · g6 black circle · c5 black circle · f5 black circle · a4 black circle · d4 black circle · e4 black circle · h4 black circle | b6 black circle · g6 black circle · c5 black circle · f5 black circle · a4 black circle · d4 black circle · e4 black circle · h4 black circle | 3 |
| 2 | b6 black circle · g6 black circle · c5 black circle · f5 black circle · a4 black circle · d4 black circle · e4 black circle · h4 black circle | b6 black circle · g6 black circle · c5 black circle · f5 black circle · a4 black circle · d4 black circle · e4 black circle · h4 black circle | b6 black circle · g6 black circle · c5 black circle · f5 black circle · a4 black circle · d4 black circle · e4 black circle · h4 black circle | b6 black circle · g6 black circle · c5 black circle · f5 black circle · a4 black circle · d4 black circle · e4 black circle · h4 black circle | b6 black circle · g6 black circle · c5 black circle · f5 black circle · a4 black circle · d4 black circle · e4 black circle · h4 black circle | b6 black circle · g6 black circle · c5 black circle · f5 black circle · a4 black circle · d4 black circle · e4 black circle · h4 black circle | b6 black circle · g6 black circle · c5 black circle · f5 black circle · a4 black circle · d4 black circle · e4 black circle · h4 black circle | b6 black circle · g6 black circle · c5 black circle · f5 black circle · a4 black circle · d4 black circle · e4 black circle · h4 black circle | 2 |
| 1 | b6 black circle · g6 black circle · c5 black circle · f5 black circle · a4 black circle · d4 black circle · e4 black circle · h4 black circle | b6 black circle · g6 black circle · c5 black circle · f5 black circle · a4 black circle · d4 black circle · e4 black circle · h4 black circle | b6 black circle · g6 black circle · c5 black circle · f5 black circle · a4 black circle · d4 black circle · e4 black circle · h4 black circle | b6 black circle · g6 black circle · c5 black circle · f5 black circle · a4 black circle · d4 black circle · e4 black circle · h4 black circle | b6 black circle · g6 black circle · c5 black circle · f5 black circle · a4 black circle · d4 black circle · e4 black circle · h4 black circle | b6 black circle · g6 black circle · c5 black circle · f5 black circle · a4 black circle · d4 black circle · e4 black circle · h4 black circle | b6 black circle · g6 black circle · c5 black circle · f5 black circle · a4 black circle · d4 black circle · e4 black circle · h4 black circle | b6 black circle · g6 black circle · c5 black circle · f5 black circle · a4 black circle · d4 black circle · e4 black circle · h4 black circle | 1 |
|   | a | b | c | d | e | f | g | h |   |

Đường Troitzky (hay Troitsky) (hay vị trí Troitzky) là một môtip chìa khóa trong lý thuyết tàn cuộc dành cho dạng cờ tàn mà trên thực tế hiếm gặp và không quan trọng (nhưng lý thuyết này là thú vị) - cờ tàn hai Mã chống một Tốt, nó đã được phân tích bởi A. A. Troitzky.
Mặc dù hai Mã không thể ép được đối phương vào tình thế bị chiếu hết (kể cả có sự trợ giúp của Vua), nhưng nếu họ chấp nhận suy giảm lợi thế về chất - nư là cho Vua bên yếu thêm một quân Tốt, điều này thực sự lại có thể đem đến chiến thắng. Lý do là trên thực tế có một kỹ thuật phổ biến trong cờ tàn dành cho bên yếu để có cơ may nhỏ nhoi gỡ hòa cờ đó là bên yếu tính toán điều khiển Vua đến một vị trí mà có thể dẫn đến hòa. Đặc biệt trong dạng cờ tàn này, lý do mà bên yếu không thể thua đó là họ luôn được hòa bởi hết nước đi hoặc luật 50 nước đi. Tuy nhiên nếu có thêm quân Tốt tức là có thể thực hiện được nước đi, hết nước đi sẽ không xảy ra, quân Mã của đối phương nhờ đó có thể chiếu hết. Trong tình huống này, giả sử Trắng là bên tấn công, Troitsky đã chứng minh rằng nếu Tốt Đen bị phong tỏa (bởi một trong hai Mã Trắng) tại những ô không vượt quá dãy a4–b6–c5–d4–e4–f5–g6–h4, thì Trắng có thể giành chiến thắng (và ngược lại tương tự với Đen), những quân còn lại ở vị trí nào cũng được. Tuy nhiên, quy trình chiếu hết là khó thực hiện và kéo dài. Thực tế là, nó có thể kéo dài đến 115 nước, nên trong những giải đấu, cuộc thi..., một kết quả hòa bởi luật 50 nước thường xảy ra trước (nhưng có thể xem bài viết này và Đường Troitzky thứ hai cho các tình huống mà chiếu hết bắt buộc có thể xảy ra trong vòng 50 nước). Do vậy tàn cuộc này thú vị trên lý thuyết hơn là thực tế. Nếu Tốt Đen vượt quá đường Troitsky, sẽ có một "vùng" mà nếu Vua Đen ở một trong số các ô đó, Trắng vẫn sẽ thắng theo lý thuyết; nếu không thì thế cờ sẽ có kết quả hòa.
John Nunn đã phân tích cờ tàn hai Mã chống một Tốt cùng với một tablebase cờ tàn (đại khái về khái niệm: những dữ liệu trên máy tính trong đó chứa những tính toán và phân tích toàn diện về các dạng cờ tàn) và ông đã phát biểu rằng "Phân tích của Troitsky và những kỳ thủ khác là chính xác một cách đáng kinh ngạc" (Nunn 1995:265).
Ngay cả trong tình huống mà bên mạnh sẽ dành chiến thắng theo như lý thuyết đã được biết đến, vẫn sẽ là rất phức tạp và khó mà có thể chơi được một cách chính xác. Thậm chí kể cả các Đại kiện tướng cũng thất bại trong việc tìm đường đến chiến thắng. Andor Lilienthal đã không thể giành chiến thắng trong tàn cuộc này hai lần khi ông ở bên tấn công, xem Norman vs. Lilienthal và Smyslov vs. Lilienthal. Nhưng cũng đã có ván đấu mà trong đó một kỳ thủ đã xử lý tàn cuộc này thành công, đó là Seitz, xem Znosko-Borovsky vs. Seitz (Giddins 2012:26).
Hai Mã chống Tốt đôi khi còn được gọi là cờ tàn "Sao chổi Halley".

### Ví dụ
|   | a                                                                                 | b                                                                                 | c                                                                                 | d                                                                                 | e                                                                                 | f                                                                                 | g                                                                                 | h                                                                                 |   |
| 8 | f7 white king · h7 black king · f5 white knight · d3 black pawn · d2 white knight | f7 white king · h7 black king · f5 white knight · d3 black pawn · d2 white knight | f7 white king · h7 black king · f5 white knight · d3 black pawn · d2 white knight | f7 white king · h7 black king · f5 white knight · d3 black pawn · d2 white knight | f7 white king · h7 black king · f5 white knight · d3 black pawn · d2 white knight | f7 white king · h7 black king · f5 white knight · d3 black pawn · d2 white knight | f7 white king · h7 black king · f5 white knight · d3 black pawn · d2 white knight | f7 white king · h7 black king · f5 white knight · d3 black pawn · d2 white knight | 8 |
| 7 | f7 white king · h7 black king · f5 white knight · d3 black pawn · d2 white knight | f7 white king · h7 black king · f5 white knight · d3 black pawn · d2 white knight | f7 white king · h7 black king · f5 white knight · d3 black pawn · d2 white knight | f7 white king · h7 black king · f5 white knight · d3 black pawn · d2 white knight | f7 white king · h7 black king · f5 white knight · d3 black pawn · d2 white knight | f7 white king · h7 black king · f5 white knight · d3 black pawn · d2 white knight | f7 white king · h7 black king · f5 white knight · d3 black pawn · d2 white knight | f7 white king · h7 black king · f5 white knight · d3 black pawn · d2 white knight | 7 |
| 6 | f7 white king · h7 black king · f5 white knight · d3 black pawn · d2 white knight | f7 white king · h7 black king · f5 white knight · d3 black pawn · d2 white knight | f7 white king · h7 black king · f5 white knight · d3 black pawn · d2 white knight | f7 white king · h7 black king · f5 white knight · d3 black pawn · d2 white knight | f7 white king · h7 black king · f5 white knight · d3 black pawn · d2 white knight | f7 white king · h7 black king · f5 white knight · d3 black pawn · d2 white knight | f7 white king · h7 black king · f5 white knight · d3 black pawn · d2 white knight | f7 white king · h7 black king · f5 white knight · d3 black pawn · d2 white knight | 6 |
| 5 | f7 white king · h7 black king · f5 white knight · d3 black pawn · d2 white knight | f7 white king · h7 black king · f5 white knight · d3 black pawn · d2 white knight | f7 white king · h7 black king · f5 white knight · d3 black pawn · d2 white knight | f7 white king · h7 black king · f5 white knight · d3 black pawn · d2 white knight | f7 white king · h7 black king · f5 white knight · d3 black pawn · d2 white knight | f7 white king · h7 black king · f5 white knight · d3 black pawn · d2 white knight | f7 white king · h7 black king · f5 white knight · d3 black pawn · d2 white knight | f7 white king · h7 black king · f5 white knight · d3 black pawn · d2 white knight | 5 |
| 4 | f7 white king · h7 black king · f5 white knight · d3 black pawn · d2 white knight | f7 white king · h7 black king · f5 white knight · d3 black pawn · d2 white knight | f7 white king · h7 black king · f5 white knight · d3 black pawn · d2 white knight | f7 white king · h7 black king · f5 white knight · d3 black pawn · d2 white knight | f7 white king · h7 black king · f5 white knight · d3 black pawn · d2 white knight | f7 white king · h7 black king · f5 white knight · d3 black pawn · d2 white knight | f7 white king · h7 black king · f5 white knight · d3 black pawn · d2 white knight | f7 white king · h7 black king · f5 white knight · d3 black pawn · d2 white knight | 4 |
| 3 | f7 white king · h7 black king · f5 white knight · d3 black pawn · d2 white knight | f7 white king · h7 black king · f5 white knight · d3 black pawn · d2 white knight | f7 white king · h7 black king · f5 white knight · d3 black pawn · d2 white knight | f7 white king · h7 black king · f5 white knight · d3 black pawn · d2 white knight | f7 white king · h7 black king · f5 white knight · d3 black pawn · d2 white knight | f7 white king · h7 black king · f5 white knight · d3 black pawn · d2 white knight | f7 white king · h7 black king · f5 white knight · d3 black pawn · d2 white knight | f7 white king · h7 black king · f5 white knight · d3 black pawn · d2 white knight | 3 |
| 2 | f7 white king · h7 black king · f5 white knight · d3 black pawn · d2 white knight | f7 white king · h7 black king · f5 white knight · d3 black pawn · d2 white knight | f7 white king · h7 black king · f5 white knight · d3 black pawn · d2 white knight | f7 white king · h7 black king · f5 white knight · d3 black pawn · d2 white knight | f7 white king · h7 black king · f5 white knight · d3 black pawn · d2 white knight | f7 white king · h7 black king · f5 white knight · d3 black pawn · d2 white knight | f7 white king · h7 black king · f5 white knight · d3 black pawn · d2 white knight | f7 white king · h7 black king · f5 white knight · d3 black pawn · d2 white knight | 2 |
| 1 | f7 white king · h7 black king · f5 white knight · d3 black pawn · d2 white knight | f7 white king · h7 black king · f5 white knight · d3 black pawn · d2 white knight | f7 white king · h7 black king · f5 white knight · d3 black pawn · d2 white knight | f7 white king · h7 black king · f5 white knight · d3 black pawn · d2 white knight | f7 white king · h7 black king · f5 white knight · d3 black pawn · d2 white knight | f7 white king · h7 black king · f5 white knight · d3 black pawn · d2 white knight | f7 white king · h7 black king · f5 white knight · d3 black pawn · d2 white knight | f7 white king · h7 black king · f5 white knight · d3 black pawn · d2 white knight | 1 |
|   | a                                                                                 | b                                                                                 | c                                                                                 | d                                                                                 | e                                                                                 | f                                                                                 | g                                                                                 | h                                                                                 |   |

Hình bên trình bày một ví dụ cho thấy sự có mặt của quân Tốt chỉ làm mọi thứ trở nên tồi tệ hơn đối với Đen (ở đây Tốt Đen đã vượt qua đường Troitsky), việc có quân để đi khiến hòa không thể xảy ra.
1. Me4 d2
2. Mf6+ Vh8
3. Me7 (lúc này nếu Đen không có Tốt thì hòa hết nước đã xảy ra)
3... d1=H
4. Mg6#
Nếu Đen không có một nước đi có sẵn từ quân Tốt, Trắng sẽ không thể ép họ vào tình thế bị chiếu hết.
|   | a                                                                                 | b                                                                                 | c                                                                                 | d                                                                                 | e                                                                                 | f                                                                                 | g                                                                                 | h                                                                                 |   |
| 8 | a7 black king · e5 white king · f5 black knight · a3 white pawn · b1 black knight | a7 black king · e5 white king · f5 black knight · a3 white pawn · b1 black knight | a7 black king · e5 white king · f5 black knight · a3 white pawn · b1 black knight | a7 black king · e5 white king · f5 black knight · a3 white pawn · b1 black knight | a7 black king · e5 white king · f5 black knight · a3 white pawn · b1 black knight | a7 black king · e5 white king · f5 black knight · a3 white pawn · b1 black knight | a7 black king · e5 white king · f5 black knight · a3 white pawn · b1 black knight | a7 black king · e5 white king · f5 black knight · a3 white pawn · b1 black knight | 8 |
| 7 | a7 black king · e5 white king · f5 black knight · a3 white pawn · b1 black knight | a7 black king · e5 white king · f5 black knight · a3 white pawn · b1 black knight | a7 black king · e5 white king · f5 black knight · a3 white pawn · b1 black knight | a7 black king · e5 white king · f5 black knight · a3 white pawn · b1 black knight | a7 black king · e5 white king · f5 black knight · a3 white pawn · b1 black knight | a7 black king · e5 white king · f5 black knight · a3 white pawn · b1 black knight | a7 black king · e5 white king · f5 black knight · a3 white pawn · b1 black knight | a7 black king · e5 white king · f5 black knight · a3 white pawn · b1 black knight | 7 |
| 6 | a7 black king · e5 white king · f5 black knight · a3 white pawn · b1 black knight | a7 black king · e5 white king · f5 black knight · a3 white pawn · b1 black knight | a7 black king · e5 white king · f5 black knight · a3 white pawn · b1 black knight | a7 black king · e5 white king · f5 black knight · a3 white pawn · b1 black knight | a7 black king · e5 white king · f5 black knight · a3 white pawn · b1 black knight | a7 black king · e5 white king · f5 black knight · a3 white pawn · b1 black knight | a7 black king · e5 white king · f5 black knight · a3 white pawn · b1 black knight | a7 black king · e5 white king · f5 black knight · a3 white pawn · b1 black knight | 6 |
| 5 | a7 black king · e5 white king · f5 black knight · a3 white pawn · b1 black knight | a7 black king · e5 white king · f5 black knight · a3 white pawn · b1 black knight | a7 black king · e5 white king · f5 black knight · a3 white pawn · b1 black knight | a7 black king · e5 white king · f5 black knight · a3 white pawn · b1 black knight | a7 black king · e5 white king · f5 black knight · a3 white pawn · b1 black knight | a7 black king · e5 white king · f5 black knight · a3 white pawn · b1 black knight | a7 black king · e5 white king · f5 black knight · a3 white pawn · b1 black knight | a7 black king · e5 white king · f5 black knight · a3 white pawn · b1 black knight | 5 |
| 4 | a7 black king · e5 white king · f5 black knight · a3 white pawn · b1 black knight | a7 black king · e5 white king · f5 black knight · a3 white pawn · b1 black knight | a7 black king · e5 white king · f5 black knight · a3 white pawn · b1 black knight | a7 black king · e5 white king · f5 black knight · a3 white pawn · b1 black knight | a7 black king · e5 white king · f5 black knight · a3 white pawn · b1 black knight | a7 black king · e5 white king · f5 black knight · a3 white pawn · b1 black knight | a7 black king · e5 white king · f5 black knight · a3 white pawn · b1 black knight | a7 black king · e5 white king · f5 black knight · a3 white pawn · b1 black knight | 4 |
| 3 | a7 black king · e5 white king · f5 black knight · a3 white pawn · b1 black knight | a7 black king · e5 white king · f5 black knight · a3 white pawn · b1 black knight | a7 black king · e5 white king · f5 black knight · a3 white pawn · b1 black knight | a7 black king · e5 white king · f5 black knight · a3 white pawn · b1 black knight | a7 black king · e5 white king · f5 black knight · a3 white pawn · b1 black knight | a7 black king · e5 white king · f5 black knight · a3 white pawn · b1 black knight | a7 black king · e5 white king · f5 black knight · a3 white pawn · b1 black knight | a7 black king · e5 white king · f5 black knight · a3 white pawn · b1 black knight | 3 |
| 2 | a7 black king · e5 white king · f5 black knight · a3 white pawn · b1 black knight | a7 black king · e5 white king · f5 black knight · a3 white pawn · b1 black knight | a7 black king · e5 white king · f5 black knight · a3 white pawn · b1 black knight | a7 black king · e5 white king · f5 black knight · a3 white pawn · b1 black knight | a7 black king · e5 white king · f5 black knight · a3 white pawn · b1 black knight | a7 black king · e5 white king · f5 black knight · a3 white pawn · b1 black knight | a7 black king · e5 white king · f5 black knight · a3 white pawn · b1 black knight | a7 black king · e5 white king · f5 black knight · a3 white pawn · b1 black knight | 2 |
| 1 | a7 black king · e5 white king · f5 black knight · a3 white pawn · b1 black knight | a7 black king · e5 white king · f5 black knight · a3 white pawn · b1 black knight | a7 black king · e5 white king · f5 black knight · a3 white pawn · b1 black knight | a7 black king · e5 white king · f5 black knight · a3 white pawn · b1 black knight | a7 black king · e5 white king · f5 black knight · a3 white pawn · b1 black knight | a7 black king · e5 white king · f5 black knight · a3 white pawn · b1 black knight | a7 black king · e5 white king · f5 black knight · a3 white pawn · b1 black knight | a7 black king · e5 white king · f5 black knight · a3 white pawn · b1 black knight | 1 |
|   | a                                                                                 | b                                                                                 | c                                                                                 | d                                                                                 | e                                                                                 | f                                                                                 | g                                                                                 | h                                                                                 |   |

Chiến thắng "vất vả" nhất (như thế cờ hình bên) yêu cầu cần tới 115 nước, bắt đầu bằng 1... Me7 (đây không phải là thế cờ duy nhất trong dạng tàn cuộc này yêu cầu cần tới 115 nước để thắng)

### Tốt vượt qua đường Troitsky
|   | a                                                                                 | b                                                                                 | c                                                                                 | d                                                                                 | e                                                                                 | f                                                                                 | g                                                                                 | h                                                                                 |   |
| 8 | c4 white knight · g3 black pawn · a2 black king · c2 white king · g2 white knight | c4 white knight · g3 black pawn · a2 black king · c2 white king · g2 white knight | c4 white knight · g3 black pawn · a2 black king · c2 white king · g2 white knight | c4 white knight · g3 black pawn · a2 black king · c2 white king · g2 white knight | c4 white knight · g3 black pawn · a2 black king · c2 white king · g2 white knight | c4 white knight · g3 black pawn · a2 black king · c2 white king · g2 white knight | c4 white knight · g3 black pawn · a2 black king · c2 white king · g2 white knight | c4 white knight · g3 black pawn · a2 black king · c2 white king · g2 white knight | 8 |
| 7 | c4 white knight · g3 black pawn · a2 black king · c2 white king · g2 white knight | c4 white knight · g3 black pawn · a2 black king · c2 white king · g2 white knight | c4 white knight · g3 black pawn · a2 black king · c2 white king · g2 white knight | c4 white knight · g3 black pawn · a2 black king · c2 white king · g2 white knight | c4 white knight · g3 black pawn · a2 black king · c2 white king · g2 white knight | c4 white knight · g3 black pawn · a2 black king · c2 white king · g2 white knight | c4 white knight · g3 black pawn · a2 black king · c2 white king · g2 white knight | c4 white knight · g3 black pawn · a2 black king · c2 white king · g2 white knight | 7 |
| 6 | c4 white knight · g3 black pawn · a2 black king · c2 white king · g2 white knight | c4 white knight · g3 black pawn · a2 black king · c2 white king · g2 white knight | c4 white knight · g3 black pawn · a2 black king · c2 white king · g2 white knight | c4 white knight · g3 black pawn · a2 black king · c2 white king · g2 white knight | c4 white knight · g3 black pawn · a2 black king · c2 white king · g2 white knight | c4 white knight · g3 black pawn · a2 black king · c2 white king · g2 white knight | c4 white knight · g3 black pawn · a2 black king · c2 white king · g2 white knight | c4 white knight · g3 black pawn · a2 black king · c2 white king · g2 white knight | 6 |
| 5 | c4 white knight · g3 black pawn · a2 black king · c2 white king · g2 white knight | c4 white knight · g3 black pawn · a2 black king · c2 white king · g2 white knight | c4 white knight · g3 black pawn · a2 black king · c2 white king · g2 white knight | c4 white knight · g3 black pawn · a2 black king · c2 white king · g2 white knight | c4 white knight · g3 black pawn · a2 black king · c2 white king · g2 white knight | c4 white knight · g3 black pawn · a2 black king · c2 white king · g2 white knight | c4 white knight · g3 black pawn · a2 black king · c2 white king · g2 white knight | c4 white knight · g3 black pawn · a2 black king · c2 white king · g2 white knight | 5 |
| 4 | c4 white knight · g3 black pawn · a2 black king · c2 white king · g2 white knight | c4 white knight · g3 black pawn · a2 black king · c2 white king · g2 white knight | c4 white knight · g3 black pawn · a2 black king · c2 white king · g2 white knight | c4 white knight · g3 black pawn · a2 black king · c2 white king · g2 white knight | c4 white knight · g3 black pawn · a2 black king · c2 white king · g2 white knight | c4 white knight · g3 black pawn · a2 black king · c2 white king · g2 white knight | c4 white knight · g3 black pawn · a2 black king · c2 white king · g2 white knight | c4 white knight · g3 black pawn · a2 black king · c2 white king · g2 white knight | 4 |
| 3 | c4 white knight · g3 black pawn · a2 black king · c2 white king · g2 white knight | c4 white knight · g3 black pawn · a2 black king · c2 white king · g2 white knight | c4 white knight · g3 black pawn · a2 black king · c2 white king · g2 white knight | c4 white knight · g3 black pawn · a2 black king · c2 white king · g2 white knight | c4 white knight · g3 black pawn · a2 black king · c2 white king · g2 white knight | c4 white knight · g3 black pawn · a2 black king · c2 white king · g2 white knight | c4 white knight · g3 black pawn · a2 black king · c2 white king · g2 white knight | c4 white knight · g3 black pawn · a2 black king · c2 white king · g2 white knight | 3 |
| 2 | c4 white knight · g3 black pawn · a2 black king · c2 white king · g2 white knight | c4 white knight · g3 black pawn · a2 black king · c2 white king · g2 white knight | c4 white knight · g3 black pawn · a2 black king · c2 white king · g2 white knight | c4 white knight · g3 black pawn · a2 black king · c2 white king · g2 white knight | c4 white knight · g3 black pawn · a2 black king · c2 white king · g2 white knight | c4 white knight · g3 black pawn · a2 black king · c2 white king · g2 white knight | c4 white knight · g3 black pawn · a2 black king · c2 white king · g2 white knight | c4 white knight · g3 black pawn · a2 black king · c2 white king · g2 white knight | 2 |
| 1 | c4 white knight · g3 black pawn · a2 black king · c2 white king · g2 white knight | c4 white knight · g3 black pawn · a2 black king · c2 white king · g2 white knight | c4 white knight · g3 black pawn · a2 black king · c2 white king · g2 white knight | c4 white knight · g3 black pawn · a2 black king · c2 white king · g2 white knight | c4 white knight · g3 black pawn · a2 black king · c2 white king · g2 white knight | c4 white knight · g3 black pawn · a2 black king · c2 white king · g2 white knight | c4 white knight · g3 black pawn · a2 black king · c2 white king · g2 white knight | c4 white knight · g3 black pawn · a2 black king · c2 white king · g2 white knight | 1 |
|   | a                                                                                 | b                                                                                 | c                                                                                 | d                                                                                 | e                                                                                 | f                                                                                 | g                                                                                 | h                                                                                 |   |

Nếu Tốt đã vượt qua đường Troitsky, kết quả ván đấu thường phụ thuộc vào vị trí của Vua bên phòng thủ. Thường sẽ có một "khu vực hòa" và một "khu vực thua" cho Vua bên yếu, điều này cũng đã được phân tích bởi Troitsky. Trong một nghiên cứu của André Chéron, Trắng thắng ngay cả khi Tốt đã vượt xa đường Troitsky (Müller & Lamprecht 2001:20).
|   | a | b | c | d | e | f | g | h |   |
| 8 | a8 black cross · b8 black cross · c8 black cross · d8 black cross · a7 black cross · b7 black cross · c7 black cross · d7 black cross · e7 black cross · a6 black cross · b6 black cross · c6 black cross · d6 white knight · e6 black cross · f6 black cross · g6 black king · b5 black cross · c5 black cross · d5 black cross · e5 white king · f5 black cross · c4 black cross · d4 black cross · e4 black cross · f4 black cross · h3 black pawn · h2 white knight | a8 black cross · b8 black cross · c8 black cross · d8 black cross · a7 black cross · b7 black cross · c7 black cross · d7 black cross · e7 black cross · a6 black cross · b6 black cross · c6 black cross · d6 white knight · e6 black cross · f6 black cross · g6 black king · b5 black cross · c5 black cross · d5 black cross · e5 white king · f5 black cross · c4 black cross · d4 black cross · e4 black cross · f4 black cross · h3 black pawn · h2 white knight | a8 black cross · b8 black cross · c8 black cross · d8 black cross · a7 black cross · b7 black cross · c7 black cross · d7 black cross · e7 black cross · a6 black cross · b6 black cross · c6 black cross · d6 white knight · e6 black cross · f6 black cross · g6 black king · b5 black cross · c5 black cross · d5 black cross · e5 white king · f5 black cross · c4 black cross · d4 black cross · e4 black cross · f4 black cross · h3 black pawn · h2 white knight | a8 black cross · b8 black cross · c8 black cross · d8 black cross · a7 black cross · b7 black cross · c7 black cross · d7 black cross · e7 black cross · a6 black cross · b6 black cross · c6 black cross · d6 white knight · e6 black cross · f6 black cross · g6 black king · b5 black cross · c5 black cross · d5 black cross · e5 white king · f5 black cross · c4 black cross · d4 black cross · e4 black cross · f4 black cross · h3 black pawn · h2 white knight | a8 black cross · b8 black cross · c8 black cross · d8 black cross · a7 black cross · b7 black cross · c7 black cross · d7 black cross · e7 black cross · a6 black cross · b6 black cross · c6 black cross · d6 white knight · e6 black cross · f6 black cross · g6 black king · b5 black cross · c5 black cross · d5 black cross · e5 white king · f5 black cross · c4 black cross · d4 black cross · e4 black cross · f4 black cross · h3 black pawn · h2 white knight | a8 black cross · b8 black cross · c8 black cross · d8 black cross · a7 black cross · b7 black cross · c7 black cross · d7 black cross · e7 black cross · a6 black cross · b6 black cross · c6 black cross · d6 white knight · e6 black cross · f6 black cross · g6 black king · b5 black cross · c5 black cross · d5 black cross · e5 white king · f5 black cross · c4 black cross · d4 black cross · e4 black cross · f4 black cross · h3 black pawn · h2 white knight | a8 black cross · b8 black cross · c8 black cross · d8 black cross · a7 black cross · b7 black cross · c7 black cross · d7 black cross · e7 black cross · a6 black cross · b6 black cross · c6 black cross · d6 white knight · e6 black cross · f6 black cross · g6 black king · b5 black cross · c5 black cross · d5 black cross · e5 white king · f5 black cross · c4 black cross · d4 black cross · e4 black cross · f4 black cross · h3 black pawn · h2 white knight | a8 black cross · b8 black cross · c8 black cross · d8 black cross · a7 black cross · b7 black cross · c7 black cross · d7 black cross · e7 black cross · a6 black cross · b6 black cross · c6 black cross · d6 white knight · e6 black cross · f6 black cross · g6 black king · b5 black cross · c5 black cross · d5 black cross · e5 white king · f5 black cross · c4 black cross · d4 black cross · e4 black cross · f4 black cross · h3 black pawn · h2 white knight | 8 |
| 7 | a8 black cross · b8 black cross · c8 black cross · d8 black cross · a7 black cross · b7 black cross · c7 black cross · d7 black cross · e7 black cross · a6 black cross · b6 black cross · c6 black cross · d6 white knight · e6 black cross · f6 black cross · g6 black king · b5 black cross · c5 black cross · d5 black cross · e5 white king · f5 black cross · c4 black cross · d4 black cross · e4 black cross · f4 black cross · h3 black pawn · h2 white knight | a8 black cross · b8 black cross · c8 black cross · d8 black cross · a7 black cross · b7 black cross · c7 black cross · d7 black cross · e7 black cross · a6 black cross · b6 black cross · c6 black cross · d6 white knight · e6 black cross · f6 black cross · g6 black king · b5 black cross · c5 black cross · d5 black cross · e5 white king · f5 black cross · c4 black cross · d4 black cross · e4 black cross · f4 black cross · h3 black pawn · h2 white knight | a8 black cross · b8 black cross · c8 black cross · d8 black cross · a7 black cross · b7 black cross · c7 black cross · d7 black cross · e7 black cross · a6 black cross · b6 black cross · c6 black cross · d6 white knight · e6 black cross · f6 black cross · g6 black king · b5 black cross · c5 black cross · d5 black cross · e5 white king · f5 black cross · c4 black cross · d4 black cross · e4 black cross · f4 black cross · h3 black pawn · h2 white knight | a8 black cross · b8 black cross · c8 black cross · d8 black cross · a7 black cross · b7 black cross · c7 black cross · d7 black cross · e7 black cross · a6 black cross · b6 black cross · c6 black cross · d6 white knight · e6 black cross · f6 black cross · g6 black king · b5 black cross · c5 black cross · d5 black cross · e5 white king · f5 black cross · c4 black cross · d4 black cross · e4 black cross · f4 black cross · h3 black pawn · h2 white knight | a8 black cross · b8 black cross · c8 black cross · d8 black cross · a7 black cross · b7 black cross · c7 black cross · d7 black cross · e7 black cross · a6 black cross · b6 black cross · c6 black cross · d6 white knight · e6 black cross · f6 black cross · g6 black king · b5 black cross · c5 black cross · d5 black cross · e5 white king · f5 black cross · c4 black cross · d4 black cross · e4 black cross · f4 black cross · h3 black pawn · h2 white knight | a8 black cross · b8 black cross · c8 black cross · d8 black cross · a7 black cross · b7 black cross · c7 black cross · d7 black cross · e7 black cross · a6 black cross · b6 black cross · c6 black cross · d6 white knight · e6 black cross · f6 black cross · g6 black king · b5 black cross · c5 black cross · d5 black cross · e5 white king · f5 black cross · c4 black cross · d4 black cross · e4 black cross · f4 black cross · h3 black pawn · h2 white knight | a8 black cross · b8 black cross · c8 black cross · d8 black cross · a7 black cross · b7 black cross · c7 black cross · d7 black cross · e7 black cross · a6 black cross · b6 black cross · c6 black cross · d6 white knight · e6 black cross · f6 black cross · g6 black king · b5 black cross · c5 black cross · d5 black cross · e5 white king · f5 black cross · c4 black cross · d4 black cross · e4 black cross · f4 black cross · h3 black pawn · h2 white knight | a8 black cross · b8 black cross · c8 black cross · d8 black cross · a7 black cross · b7 black cross · c7 black cross · d7 black cross · e7 black cross · a6 black cross · b6 black cross · c6 black cross · d6 white knight · e6 black cross · f6 black cross · g6 black king · b5 black cross · c5 black cross · d5 black cross · e5 white king · f5 black cross · c4 black cross · d4 black cross · e4 black cross · f4 black cross · h3 black pawn · h2 white knight | 7 |
| 6 | a8 black cross · b8 black cross · c8 black cross · d8 black cross · a7 black cross · b7 black cross · c7 black cross · d7 black cross · e7 black cross · a6 black cross · b6 black cross · c6 black cross · d6 white knight · e6 black cross · f6 black cross · g6 black king · b5 black cross · c5 black cross · d5 black cross · e5 white king · f5 black cross · c4 black cross · d4 black cross · e4 black cross · f4 black cross · h3 black pawn · h2 white knight | a8 black cross · b8 black cross · c8 black cross · d8 black cross · a7 black cross · b7 black cross · c7 black cross · d7 black cross · e7 black cross · a6 black cross · b6 black cross · c6 black cross · d6 white knight · e6 black cross · f6 black cross · g6 black king · b5 black cross · c5 black cross · d5 black cross · e5 white king · f5 black cross · c4 black cross · d4 black cross · e4 black cross · f4 black cross · h3 black pawn · h2 white knight | a8 black cross · b8 black cross · c8 black cross · d8 black cross · a7 black cross · b7 black cross · c7 black cross · d7 black cross · e7 black cross · a6 black cross · b6 black cross · c6 black cross · d6 white knight · e6 black cross · f6 black cross · g6 black king · b5 black cross · c5 black cross · d5 black cross · e5 white king · f5 black cross · c4 black cross · d4 black cross · e4 black cross · f4 black cross · h3 black pawn · h2 white knight | a8 black cross · b8 black cross · c8 black cross · d8 black cross · a7 black cross · b7 black cross · c7 black cross · d7 black cross · e7 black cross · a6 black cross · b6 black cross · c6 black cross · d6 white knight · e6 black cross · f6 black cross · g6 black king · b5 black cross · c5 black cross · d5 black cross · e5 white king · f5 black cross · c4 black cross · d4 black cross · e4 black cross · f4 black cross · h3 black pawn · h2 white knight | a8 black cross · b8 black cross · c8 black cross · d8 black cross · a7 black cross · b7 black cross · c7 black cross · d7 black cross · e7 black cross · a6 black cross · b6 black cross · c6 black cross · d6 white knight · e6 black cross · f6 black cross · g6 black king · b5 black cross · c5 black cross · d5 black cross · e5 white king · f5 black cross · c4 black cross · d4 black cross · e4 black cross · f4 black cross · h3 black pawn · h2 white knight | a8 black cross · b8 black cross · c8 black cross · d8 black cross · a7 black cross · b7 black cross · c7 black cross · d7 black cross · e7 black cross · a6 black cross · b6 black cross · c6 black cross · d6 white knight · e6 black cross · f6 black cross · g6 black king · b5 black cross · c5 black cross · d5 black cross · e5 white king · f5 black cross · c4 black cross · d4 black cross · e4 black cross · f4 black cross · h3 black pawn · h2 white knight | a8 black cross · b8 black cross · c8 black cross · d8 black cross · a7 black cross · b7 black cross · c7 black cross · d7 black cross · e7 black cross · a6 black cross · b6 black cross · c6 black cross · d6 white knight · e6 black cross · f6 black cross · g6 black king · b5 black cross · c5 black cross · d5 black cross · e5 white king · f5 black cross · c4 black cross · d4 black cross · e4 black cross · f4 black cross · h3 black pawn · h2 white knight | a8 black cross · b8 black cross · c8 black cross · d8 black cross · a7 black cross · b7 black cross · c7 black cross · d7 black cross · e7 black cross · a6 black cross · b6 black cross · c6 black cross · d6 white knight · e6 black cross · f6 black cross · g6 black king · b5 black cross · c5 black cross · d5 black cross · e5 white king · f5 black cross · c4 black cross · d4 black cross · e4 black cross · f4 black cross · h3 black pawn · h2 white knight | 6 |
| 5 | a8 black cross · b8 black cross · c8 black cross · d8 black cross · a7 black cross · b7 black cross · c7 black cross · d7 black cross · e7 black cross · a6 black cross · b6 black cross · c6 black cross · d6 white knight · e6 black cross · f6 black cross · g6 black king · b5 black cross · c5 black cross · d5 black cross · e5 white king · f5 black cross · c4 black cross · d4 black cross · e4 black cross · f4 black cross · h3 black pawn · h2 white knight | a8 black cross · b8 black cross · c8 black cross · d8 black cross · a7 black cross · b7 black cross · c7 black cross · d7 black cross · e7 black cross · a6 black cross · b6 black cross · c6 black cross · d6 white knight · e6 black cross · f6 black cross · g6 black king · b5 black cross · c5 black cross · d5 black cross · e5 white king · f5 black cross · c4 black cross · d4 black cross · e4 black cross · f4 black cross · h3 black pawn · h2 white knight | a8 black cross · b8 black cross · c8 black cross · d8 black cross · a7 black cross · b7 black cross · c7 black cross · d7 black cross · e7 black cross · a6 black cross · b6 black cross · c6 black cross · d6 white knight · e6 black cross · f6 black cross · g6 black king · b5 black cross · c5 black cross · d5 black cross · e5 white king · f5 black cross · c4 black cross · d4 black cross · e4 black cross · f4 black cross · h3 black pawn · h2 white knight | a8 black cross · b8 black cross · c8 black cross · d8 black cross · a7 black cross · b7 black cross · c7 black cross · d7 black cross · e7 black cross · a6 black cross · b6 black cross · c6 black cross · d6 white knight · e6 black cross · f6 black cross · g6 black king · b5 black cross · c5 black cross · d5 black cross · e5 white king · f5 black cross · c4 black cross · d4 black cross · e4 black cross · f4 black cross · h3 black pawn · h2 white knight | a8 black cross · b8 black cross · c8 black cross · d8 black cross · a7 black cross · b7 black cross · c7 black cross · d7 black cross · e7 black cross · a6 black cross · b6 black cross · c6 black cross · d6 white knight · e6 black cross · f6 black cross · g6 black king · b5 black cross · c5 black cross · d5 black cross · e5 white king · f5 black cross · c4 black cross · d4 black cross · e4 black cross · f4 black cross · h3 black pawn · h2 white knight | a8 black cross · b8 black cross · c8 black cross · d8 black cross · a7 black cross · b7 black cross · c7 black cross · d7 black cross · e7 black cross · a6 black cross · b6 black cross · c6 black cross · d6 white knight · e6 black cross · f6 black cross · g6 black king · b5 black cross · c5 black cross · d5 black cross · e5 white king · f5 black cross · c4 black cross · d4 black cross · e4 black cross · f4 black cross · h3 black pawn · h2 white knight | a8 black cross · b8 black cross · c8 black cross · d8 black cross · a7 black cross · b7 black cross · c7 black cross · d7 black cross · e7 black cross · a6 black cross · b6 black cross · c6 black cross · d6 white knight · e6 black cross · f6 black cross · g6 black king · b5 black cross · c5 black cross · d5 black cross · e5 white king · f5 black cross · c4 black cross · d4 black cross · e4 black cross · f4 black cross · h3 black pawn · h2 white knight | a8 black cross · b8 black cross · c8 black cross · d8 black cross · a7 black cross · b7 black cross · c7 black cross · d7 black cross · e7 black cross · a6 black cross · b6 black cross · c6 black cross · d6 white knight · e6 black cross · f6 black cross · g6 black king · b5 black cross · c5 black cross · d5 black cross · e5 white king · f5 black cross · c4 black cross · d4 black cross · e4 black cross · f4 black cross · h3 black pawn · h2 white knight | 5 |
| 4 | a8 black cross · b8 black cross · c8 black cross · d8 black cross · a7 black cross · b7 black cross · c7 black cross · d7 black cross · e7 black cross · a6 black cross · b6 black cross · c6 black cross · d6 white knight · e6 black cross · f6 black cross · g6 black king · b5 black cross · c5 black cross · d5 black cross · e5 white king · f5 black cross · c4 black cross · d4 black cross · e4 black cross · f4 black cross · h3 black pawn · h2 white knight | a8 black cross · b8 black cross · c8 black cross · d8 black cross · a7 black cross · b7 black cross · c7 black cross · d7 black cross · e7 black cross · a6 black cross · b6 black cross · c6 black cross · d6 white knight · e6 black cross · f6 black cross · g6 black king · b5 black cross · c5 black cross · d5 black cross · e5 white king · f5 black cross · c4 black cross · d4 black cross · e4 black cross · f4 black cross · h3 black pawn · h2 white knight | a8 black cross · b8 black cross · c8 black cross · d8 black cross · a7 black cross · b7 black cross · c7 black cross · d7 black cross · e7 black cross · a6 black cross · b6 black cross · c6 black cross · d6 white knight · e6 black cross · f6 black cross · g6 black king · b5 black cross · c5 black cross · d5 black cross · e5 white king · f5 black cross · c4 black cross · d4 black cross · e4 black cross · f4 black cross · h3 black pawn · h2 white knight | a8 black cross · b8 black cross · c8 black cross · d8 black cross · a7 black cross · b7 black cross · c7 black cross · d7 black cross · e7 black cross · a6 black cross · b6 black cross · c6 black cross · d6 white knight · e6 black cross · f6 black cross · g6 black king · b5 black cross · c5 black cross · d5 black cross · e5 white king · f5 black cross · c4 black cross · d4 black cross · e4 black cross · f4 black cross · h3 black pawn · h2 white knight | a8 black cross · b8 black cross · c8 black cross · d8 black cross · a7 black cross · b7 black cross · c7 black cross · d7 black cross · e7 black cross · a6 black cross · b6 black cross · c6 black cross · d6 white knight · e6 black cross · f6 black cross · g6 black king · b5 black cross · c5 black cross · d5 black cross · e5 white king · f5 black cross · c4 black cross · d4 black cross · e4 black cross · f4 black cross · h3 black pawn · h2 white knight | a8 black cross · b8 black cross · c8 black cross · d8 black cross · a7 black cross · b7 black cross · c7 black cross · d7 black cross · e7 black cross · a6 black cross · b6 black cross · c6 black cross · d6 white knight · e6 black cross · f6 black cross · g6 black king · b5 black cross · c5 black cross · d5 black cross · e5 white king · f5 black cross · c4 black cross · d4 black cross · e4 black cross · f4 black cross · h3 black pawn · h2 white knight | a8 black cross · b8 black cross · c8 black cross · d8 black cross · a7 black cross · b7 black cross · c7 black cross · d7 black cross · e7 black cross · a6 black cross · b6 black cross · c6 black cross · d6 white knight · e6 black cross · f6 black cross · g6 black king · b5 black cross · c5 black cross · d5 black cross · e5 white king · f5 black cross · c4 black cross · d4 black cross · e4 black cross · f4 black cross · h3 black pawn · h2 white knight | a8 black cross · b8 black cross · c8 black cross · d8 black cross · a7 black cross · b7 black cross · c7 black cross · d7 black cross · e7 black cross · a6 black cross · b6 black cross · c6 black cross · d6 white knight · e6 black cross · f6 black cross · g6 black king · b5 black cross · c5 black cross · d5 black cross · e5 white king · f5 black cross · c4 black cross · d4 black cross · e4 black cross · f4 black cross · h3 black pawn · h2 white knight | 4 |
| 3 | a8 black cross · b8 black cross · c8 black cross · d8 black cross · a7 black cross · b7 black cross · c7 black cross · d7 black cross · e7 black cross · a6 black cross · b6 black cross · c6 black cross · d6 white knight · e6 black cross · f6 black cross · g6 black king · b5 black cross · c5 black cross · d5 black cross · e5 white king · f5 black cross · c4 black cross · d4 black cross · e4 black cross · f4 black cross · h3 black pawn · h2 white knight | a8 black cross · b8 black cross · c8 black cross · d8 black cross · a7 black cross · b7 black cross · c7 black cross · d7 black cross · e7 black cross · a6 black cross · b6 black cross · c6 black cross · d6 white knight · e6 black cross · f6 black cross · g6 black king · b5 black cross · c5 black cross · d5 black cross · e5 white king · f5 black cross · c4 black cross · d4 black cross · e4 black cross · f4 black cross · h3 black pawn · h2 white knight | a8 black cross · b8 black cross · c8 black cross · d8 black cross · a7 black cross · b7 black cross · c7 black cross · d7 black cross · e7 black cross · a6 black cross · b6 black cross · c6 black cross · d6 white knight · e6 black cross · f6 black cross · g6 black king · b5 black cross · c5 black cross · d5 black cross · e5 white king · f5 black cross · c4 black cross · d4 black cross · e4 black cross · f4 black cross · h3 black pawn · h2 white knight | a8 black cross · b8 black cross · c8 black cross · d8 black cross · a7 black cross · b7 black cross · c7 black cross · d7 black cross · e7 black cross · a6 black cross · b6 black cross · c6 black cross · d6 white knight · e6 black cross · f6 black cross · g6 black king · b5 black cross · c5 black cross · d5 black cross · e5 white king · f5 black cross · c4 black cross · d4 black cross · e4 black cross · f4 black cross · h3 black pawn · h2 white knight | a8 black cross · b8 black cross · c8 black cross · d8 black cross · a7 black cross · b7 black cross · c7 black cross · d7 black cross · e7 black cross · a6 black cross · b6 black cross · c6 black cross · d6 white knight · e6 black cross · f6 black cross · g6 black king · b5 black cross · c5 black cross · d5 black cross · e5 white king · f5 black cross · c4 black cross · d4 black cross · e4 black cross · f4 black cross · h3 black pawn · h2 white knight | a8 black cross · b8 black cross · c8 black cross · d8 black cross · a7 black cross · b7 black cross · c7 black cross · d7 black cross · e7 black cross · a6 black cross · b6 black cross · c6 black cross · d6 white knight · e6 black cross · f6 black cross · g6 black king · b5 black cross · c5 black cross · d5 black cross · e5 white king · f5 black cross · c4 black cross · d4 black cross · e4 black cross · f4 black cross · h3 black pawn · h2 white knight | a8 black cross · b8 black cross · c8 black cross · d8 black cross · a7 black cross · b7 black cross · c7 black cross · d7 black cross · e7 black cross · a6 black cross · b6 black cross · c6 black cross · d6 white knight · e6 black cross · f6 black cross · g6 black king · b5 black cross · c5 black cross · d5 black cross · e5 white king · f5 black cross · c4 black cross · d4 black cross · e4 black cross · f4 black cross · h3 black pawn · h2 white knight | a8 black cross · b8 black cross · c8 black cross · d8 black cross · a7 black cross · b7 black cross · c7 black cross · d7 black cross · e7 black cross · a6 black cross · b6 black cross · c6 black cross · d6 white knight · e6 black cross · f6 black cross · g6 black king · b5 black cross · c5 black cross · d5 black cross · e5 white king · f5 black cross · c4 black cross · d4 black cross · e4 black cross · f4 black cross · h3 black pawn · h2 white knight | 3 |
| 2 | a8 black cross · b8 black cross · c8 black cross · d8 black cross · a7 black cross · b7 black cross · c7 black cross · d7 black cross · e7 black cross · a6 black cross · b6 black cross · c6 black cross · d6 white knight · e6 black cross · f6 black cross · g6 black king · b5 black cross · c5 black cross · d5 black cross · e5 white king · f5 black cross · c4 black cross · d4 black cross · e4 black cross · f4 black cross · h3 black pawn · h2 white knight | a8 black cross · b8 black cross · c8 black cross · d8 black cross · a7 black cross · b7 black cross · c7 black cross · d7 black cross · e7 black cross · a6 black cross · b6 black cross · c6 black cross · d6 white knight · e6 black cross · f6 black cross · g6 black king · b5 black cross · c5 black cross · d5 black cross · e5 white king · f5 black cross · c4 black cross · d4 black cross · e4 black cross · f4 black cross · h3 black pawn · h2 white knight | a8 black cross · b8 black cross · c8 black cross · d8 black cross · a7 black cross · b7 black cross · c7 black cross · d7 black cross · e7 black cross · a6 black cross · b6 black cross · c6 black cross · d6 white knight · e6 black cross · f6 black cross · g6 black king · b5 black cross · c5 black cross · d5 black cross · e5 white king · f5 black cross · c4 black cross · d4 black cross · e4 black cross · f4 black cross · h3 black pawn · h2 white knight | a8 black cross · b8 black cross · c8 black cross · d8 black cross · a7 black cross · b7 black cross · c7 black cross · d7 black cross · e7 black cross · a6 black cross · b6 black cross · c6 black cross · d6 white knight · e6 black cross · f6 black cross · g6 black king · b5 black cross · c5 black cross · d5 black cross · e5 white king · f5 black cross · c4 black cross · d4 black cross · e4 black cross · f4 black cross · h3 black pawn · h2 white knight | a8 black cross · b8 black cross · c8 black cross · d8 black cross · a7 black cross · b7 black cross · c7 black cross · d7 black cross · e7 black cross · a6 black cross · b6 black cross · c6 black cross · d6 white knight · e6 black cross · f6 black cross · g6 black king · b5 black cross · c5 black cross · d5 black cross · e5 white king · f5 black cross · c4 black cross · d4 black cross · e4 black cross · f4 black cross · h3 black pawn · h2 white knight | a8 black cross · b8 black cross · c8 black cross · d8 black cross · a7 black cross · b7 black cross · c7 black cross · d7 black cross · e7 black cross · a6 black cross · b6 black cross · c6 black cross · d6 white knight · e6 black cross · f6 black cross · g6 black king · b5 black cross · c5 black cross · d5 black cross · e5 white king · f5 black cross · c4 black cross · d4 black cross · e4 black cross · f4 black cross · h3 black pawn · h2 white knight | a8 black cross · b8 black cross · c8 black cross · d8 black cross · a7 black cross · b7 black cross · c7 black cross · d7 black cross · e7 black cross · a6 black cross · b6 black cross · c6 black cross · d6 white knight · e6 black cross · f6 black cross · g6 black king · b5 black cross · c5 black cross · d5 black cross · e5 white king · f5 black cross · c4 black cross · d4 black cross · e4 black cross · f4 black cross · h3 black pawn · h2 white knight | a8 black cross · b8 black cross · c8 black cross · d8 black cross · a7 black cross · b7 black cross · c7 black cross · d7 black cross · e7 black cross · a6 black cross · b6 black cross · c6 black cross · d6 white knight · e6 black cross · f6 black cross · g6 black king · b5 black cross · c5 black cross · d5 black cross · e5 white king · f5 black cross · c4 black cross · d4 black cross · e4 black cross · f4 black cross · h3 black pawn · h2 white knight | 2 |
| 1 | a8 black cross · b8 black cross · c8 black cross · d8 black cross · a7 black cross · b7 black cross · c7 black cross · d7 black cross · e7 black cross · a6 black cross · b6 black cross · c6 black cross · d6 white knight · e6 black cross · f6 black cross · g6 black king · b5 black cross · c5 black cross · d5 black cross · e5 white king · f5 black cross · c4 black cross · d4 black cross · e4 black cross · f4 black cross · h3 black pawn · h2 white knight | a8 black cross · b8 black cross · c8 black cross · d8 black cross · a7 black cross · b7 black cross · c7 black cross · d7 black cross · e7 black cross · a6 black cross · b6 black cross · c6 black cross · d6 white knight · e6 black cross · f6 black cross · g6 black king · b5 black cross · c5 black cross · d5 black cross · e5 white king · f5 black cross · c4 black cross · d4 black cross · e4 black cross · f4 black cross · h3 black pawn · h2 white knight | a8 black cross · b8 black cross · c8 black cross · d8 black cross · a7 black cross · b7 black cross · c7 black cross · d7 black cross · e7 black cross · a6 black cross · b6 black cross · c6 black cross · d6 white knight · e6 black cross · f6 black cross · g6 black king · b5 black cross · c5 black cross · d5 black cross · e5 white king · f5 black cross · c4 black cross · d4 black cross · e4 black cross · f4 black cross · h3 black pawn · h2 white knight | a8 black cross · b8 black cross · c8 black cross · d8 black cross · a7 black cross · b7 black cross · c7 black cross · d7 black cross · e7 black cross · a6 black cross · b6 black cross · c6 black cross · d6 white knight · e6 black cross · f6 black cross · g6 black king · b5 black cross · c5 black cross · d5 black cross · e5 white king · f5 black cross · c4 black cross · d4 black cross · e4 black cross · f4 black cross · h3 black pawn · h2 white knight | a8 black cross · b8 black cross · c8 black cross · d8 black cross · a7 black cross · b7 black cross · c7 black cross · d7 black cross · e7 black cross · a6 black cross · b6 black cross · c6 black cross · d6 white knight · e6 black cross · f6 black cross · g6 black king · b5 black cross · c5 black cross · d5 black cross · e5 white king · f5 black cross · c4 black cross · d4 black cross · e4 black cross · f4 black cross · h3 black pawn · h2 white knight | a8 black cross · b8 black cross · c8 black cross · d8 black cross · a7 black cross · b7 black cross · c7 black cross · d7 black cross · e7 black cross · a6 black cross · b6 black cross · c6 black cross · d6 white knight · e6 black cross · f6 black cross · g6 black king · b5 black cross · c5 black cross · d5 black cross · e5 white king · f5 black cross · c4 black cross · d4 black cross · e4 black cross · f4 black cross · h3 black pawn · h2 white knight | a8 black cross · b8 black cross · c8 black cross · d8 black cross · a7 black cross · b7 black cross · c7 black cross · d7 black cross · e7 black cross · a6 black cross · b6 black cross · c6 black cross · d6 white knight · e6 black cross · f6 black cross · g6 black king · b5 black cross · c5 black cross · d5 black cross · e5 white king · f5 black cross · c4 black cross · d4 black cross · e4 black cross · f4 black cross · h3 black pawn · h2 white knight | a8 black cross · b8 black cross · c8 black cross · d8 black cross · a7 black cross · b7 black cross · c7 black cross · d7 black cross · e7 black cross · a6 black cross · b6 black cross · c6 black cross · d6 white knight · e6 black cross · f6 black cross · g6 black king · b5 black cross · c5 black cross · d5 black cross · e5 white king · f5 black cross · c4 black cross · d4 black cross · e4 black cross · f4 black cross · h3 black pawn · h2 white knight | 1 |
|   | a | b | c | d | e | f | g | h |   |

Trong hình bên, nếu Vua Đen có thể đi vào khu vực được đánh dấu "X" và duy trì ở đó, ván đấu sẽ kết thúc hòa. Đen không thể bị chiếu hết trong góc a8 vì Mã ở h2 là quá xa - nếu Mã này di chuyển hòng chiếu hết, Tốt Đen sẽ phong cấp và Trắng sẽ không thể thắng trước khi Hậu Đen kịp "hành động". Thay vì a8, Trắng có thể chiếu hết Vua Đen ở các góc a1 và h8 (Averbakh & Chekhover 1977:119).

### Ván đấu Topalov - Karpov
|   | a                                                                                 | b                                                                                 | c                                                                                 | d                                                                                 | e                                                                                 | f                                                                                 | g                                                                                 | h                                                                                 |   |
| 8 | g4 black pawn · b3 white king · d3 white knight · e2 white knight · b1 black king | g4 black pawn · b3 white king · d3 white knight · e2 white knight · b1 black king | g4 black pawn · b3 white king · d3 white knight · e2 white knight · b1 black king | g4 black pawn · b3 white king · d3 white knight · e2 white knight · b1 black king | g4 black pawn · b3 white king · d3 white knight · e2 white knight · b1 black king | g4 black pawn · b3 white king · d3 white knight · e2 white knight · b1 black king | g4 black pawn · b3 white king · d3 white knight · e2 white knight · b1 black king | g4 black pawn · b3 white king · d3 white knight · e2 white knight · b1 black king | 8 |
| 7 | g4 black pawn · b3 white king · d3 white knight · e2 white knight · b1 black king | g4 black pawn · b3 white king · d3 white knight · e2 white knight · b1 black king | g4 black pawn · b3 white king · d3 white knight · e2 white knight · b1 black king | g4 black pawn · b3 white king · d3 white knight · e2 white knight · b1 black king | g4 black pawn · b3 white king · d3 white knight · e2 white knight · b1 black king | g4 black pawn · b3 white king · d3 white knight · e2 white knight · b1 black king | g4 black pawn · b3 white king · d3 white knight · e2 white knight · b1 black king | g4 black pawn · b3 white king · d3 white knight · e2 white knight · b1 black king | 7 |
| 6 | g4 black pawn · b3 white king · d3 white knight · e2 white knight · b1 black king | g4 black pawn · b3 white king · d3 white knight · e2 white knight · b1 black king | g4 black pawn · b3 white king · d3 white knight · e2 white knight · b1 black king | g4 black pawn · b3 white king · d3 white knight · e2 white knight · b1 black king | g4 black pawn · b3 white king · d3 white knight · e2 white knight · b1 black king | g4 black pawn · b3 white king · d3 white knight · e2 white knight · b1 black king | g4 black pawn · b3 white king · d3 white knight · e2 white knight · b1 black king | g4 black pawn · b3 white king · d3 white knight · e2 white knight · b1 black king | 6 |
| 5 | g4 black pawn · b3 white king · d3 white knight · e2 white knight · b1 black king | g4 black pawn · b3 white king · d3 white knight · e2 white knight · b1 black king | g4 black pawn · b3 white king · d3 white knight · e2 white knight · b1 black king | g4 black pawn · b3 white king · d3 white knight · e2 white knight · b1 black king | g4 black pawn · b3 white king · d3 white knight · e2 white knight · b1 black king | g4 black pawn · b3 white king · d3 white knight · e2 white knight · b1 black king | g4 black pawn · b3 white king · d3 white knight · e2 white knight · b1 black king | g4 black pawn · b3 white king · d3 white knight · e2 white knight · b1 black king | 5 |
| 4 | g4 black pawn · b3 white king · d3 white knight · e2 white knight · b1 black king | g4 black pawn · b3 white king · d3 white knight · e2 white knight · b1 black king | g4 black pawn · b3 white king · d3 white knight · e2 white knight · b1 black king | g4 black pawn · b3 white king · d3 white knight · e2 white knight · b1 black king | g4 black pawn · b3 white king · d3 white knight · e2 white knight · b1 black king | g4 black pawn · b3 white king · d3 white knight · e2 white knight · b1 black king | g4 black pawn · b3 white king · d3 white knight · e2 white knight · b1 black king | g4 black pawn · b3 white king · d3 white knight · e2 white knight · b1 black king | 4 |
| 3 | g4 black pawn · b3 white king · d3 white knight · e2 white knight · b1 black king | g4 black pawn · b3 white king · d3 white knight · e2 white knight · b1 black king | g4 black pawn · b3 white king · d3 white knight · e2 white knight · b1 black king | g4 black pawn · b3 white king · d3 white knight · e2 white knight · b1 black king | g4 black pawn · b3 white king · d3 white knight · e2 white knight · b1 black king | g4 black pawn · b3 white king · d3 white knight · e2 white knight · b1 black king | g4 black pawn · b3 white king · d3 white knight · e2 white knight · b1 black king | g4 black pawn · b3 white king · d3 white knight · e2 white knight · b1 black king | 3 |
| 2 | g4 black pawn · b3 white king · d3 white knight · e2 white knight · b1 black king | g4 black pawn · b3 white king · d3 white knight · e2 white knight · b1 black king | g4 black pawn · b3 white king · d3 white knight · e2 white knight · b1 black king | g4 black pawn · b3 white king · d3 white knight · e2 white knight · b1 black king | g4 black pawn · b3 white king · d3 white knight · e2 white knight · b1 black king | g4 black pawn · b3 white king · d3 white knight · e2 white knight · b1 black king | g4 black pawn · b3 white king · d3 white knight · e2 white knight · b1 black king | g4 black pawn · b3 white king · d3 white knight · e2 white knight · b1 black king | 2 |
| 1 | g4 black pawn · b3 white king · d3 white knight · e2 white knight · b1 black king | g4 black pawn · b3 white king · d3 white knight · e2 white knight · b1 black king | g4 black pawn · b3 white king · d3 white knight · e2 white knight · b1 black king | g4 black pawn · b3 white king · d3 white knight · e2 white knight · b1 black king | g4 black pawn · b3 white king · d3 white knight · e2 white knight · b1 black king | g4 black pawn · b3 white king · d3 white knight · e2 white knight · b1 black king | g4 black pawn · b3 white king · d3 white knight · e2 white knight · b1 black king | g4 black pawn · b3 white king · d3 white knight · e2 white knight · b1 black king | 1 |
|   | a                                                                                 | b                                                                                 | c                                                                                 | d                                                                                 | e                                                                                 | f                                                                                 | g                                                                                 | h                                                                                 |   |

Anatoly Karpov với một Tốt đã thua trong tàn cuộc chống lại hai Mã của Veselin Topalov, mặc dù ông đã có một thế cờ hòa theo lý thuyết với tình huống Tốt vượt qua đường Troitzky. Vì đây là dạng cờ tàn hiếm gặp, nên dường như Karpov không biết đến lý thuyết gỡ hòa cờ, ông đã di chuyển Vua vào sai góc. (Bên yếu chỉ có thể bị chiếu hết trong một số góc nhất định nào đó phụ thuộc vào vị trí của quân Tốt (Troitzky 2006).) Trong tình thế thời gian gấp gáp, hai bên chơi vội, thế cờ ban đầu là một kết quả hòa cho cả hai. Nhưng đến khi Karpov chơi một nước sai lầm, ông bỗng rơi vào thế thua. May mắn cho Karpov, Topalov sau đó cũng đã chơi một nước tệ, khiến thế cờ trở lại cân bằng. Tuy nhiên Karpov lại tiếp tục mắc sai lầm và điều này một lần nữa đã đẩy ông vào thế thua.

### Ván đấu Wang - Anand
|   | a                                                                                 | b                                                                                 | c                                                                                 | d                                                                                 | e                                                                                 | f                                                                                 | g                                                                                 | h                                                                                 |   |
| 8 | c6 black king · a5 white king · c3 white pawn · f3 black knight · g3 black knight | c6 black king · a5 white king · c3 white pawn · f3 black knight · g3 black knight | c6 black king · a5 white king · c3 white pawn · f3 black knight · g3 black knight | c6 black king · a5 white king · c3 white pawn · f3 black knight · g3 black knight | c6 black king · a5 white king · c3 white pawn · f3 black knight · g3 black knight | c6 black king · a5 white king · c3 white pawn · f3 black knight · g3 black knight | c6 black king · a5 white king · c3 white pawn · f3 black knight · g3 black knight | c6 black king · a5 white king · c3 white pawn · f3 black knight · g3 black knight | 8 |
| 7 | c6 black king · a5 white king · c3 white pawn · f3 black knight · g3 black knight | c6 black king · a5 white king · c3 white pawn · f3 black knight · g3 black knight | c6 black king · a5 white king · c3 white pawn · f3 black knight · g3 black knight | c6 black king · a5 white king · c3 white pawn · f3 black knight · g3 black knight | c6 black king · a5 white king · c3 white pawn · f3 black knight · g3 black knight | c6 black king · a5 white king · c3 white pawn · f3 black knight · g3 black knight | c6 black king · a5 white king · c3 white pawn · f3 black knight · g3 black knight | c6 black king · a5 white king · c3 white pawn · f3 black knight · g3 black knight | 7 |
| 6 | c6 black king · a5 white king · c3 white pawn · f3 black knight · g3 black knight | c6 black king · a5 white king · c3 white pawn · f3 black knight · g3 black knight | c6 black king · a5 white king · c3 white pawn · f3 black knight · g3 black knight | c6 black king · a5 white king · c3 white pawn · f3 black knight · g3 black knight | c6 black king · a5 white king · c3 white pawn · f3 black knight · g3 black knight | c6 black king · a5 white king · c3 white pawn · f3 black knight · g3 black knight | c6 black king · a5 white king · c3 white pawn · f3 black knight · g3 black knight | c6 black king · a5 white king · c3 white pawn · f3 black knight · g3 black knight | 6 |
| 5 | c6 black king · a5 white king · c3 white pawn · f3 black knight · g3 black knight | c6 black king · a5 white king · c3 white pawn · f3 black knight · g3 black knight | c6 black king · a5 white king · c3 white pawn · f3 black knight · g3 black knight | c6 black king · a5 white king · c3 white pawn · f3 black knight · g3 black knight | c6 black king · a5 white king · c3 white pawn · f3 black knight · g3 black knight | c6 black king · a5 white king · c3 white pawn · f3 black knight · g3 black knight | c6 black king · a5 white king · c3 white pawn · f3 black knight · g3 black knight | c6 black king · a5 white king · c3 white pawn · f3 black knight · g3 black knight | 5 |
| 4 | c6 black king · a5 white king · c3 white pawn · f3 black knight · g3 black knight | c6 black king · a5 white king · c3 white pawn · f3 black knight · g3 black knight | c6 black king · a5 white king · c3 white pawn · f3 black knight · g3 black knight | c6 black king · a5 white king · c3 white pawn · f3 black knight · g3 black knight | c6 black king · a5 white king · c3 white pawn · f3 black knight · g3 black knight | c6 black king · a5 white king · c3 white pawn · f3 black knight · g3 black knight | c6 black king · a5 white king · c3 white pawn · f3 black knight · g3 black knight | c6 black king · a5 white king · c3 white pawn · f3 black knight · g3 black knight | 4 |
| 3 | c6 black king · a5 white king · c3 white pawn · f3 black knight · g3 black knight | c6 black king · a5 white king · c3 white pawn · f3 black knight · g3 black knight | c6 black king · a5 white king · c3 white pawn · f3 black knight · g3 black knight | c6 black king · a5 white king · c3 white pawn · f3 black knight · g3 black knight | c6 black king · a5 white king · c3 white pawn · f3 black knight · g3 black knight | c6 black king · a5 white king · c3 white pawn · f3 black knight · g3 black knight | c6 black king · a5 white king · c3 white pawn · f3 black knight · g3 black knight | c6 black king · a5 white king · c3 white pawn · f3 black knight · g3 black knight | 3 |
| 2 | c6 black king · a5 white king · c3 white pawn · f3 black knight · g3 black knight | c6 black king · a5 white king · c3 white pawn · f3 black knight · g3 black knight | c6 black king · a5 white king · c3 white pawn · f3 black knight · g3 black knight | c6 black king · a5 white king · c3 white pawn · f3 black knight · g3 black knight | c6 black king · a5 white king · c3 white pawn · f3 black knight · g3 black knight | c6 black king · a5 white king · c3 white pawn · f3 black knight · g3 black knight | c6 black king · a5 white king · c3 white pawn · f3 black knight · g3 black knight | c6 black king · a5 white king · c3 white pawn · f3 black knight · g3 black knight | 2 |
| 1 | c6 black king · a5 white king · c3 white pawn · f3 black knight · g3 black knight | c6 black king · a5 white king · c3 white pawn · f3 black knight · g3 black knight | c6 black king · a5 white king · c3 white pawn · f3 black knight · g3 black knight | c6 black king · a5 white king · c3 white pawn · f3 black knight · g3 black knight | c6 black king · a5 white king · c3 white pawn · f3 black knight · g3 black knight | c6 black king · a5 white king · c3 white pawn · f3 black knight · g3 black knight | c6 black king · a5 white king · c3 white pawn · f3 black knight · g3 black knight | c6 black king · a5 white king · c3 white pawn · f3 black knight · g3 black knight | 1 |
|   | a                                                                                 | b                                                                                 | c                                                                                 | d                                                                                 | e                                                                                 | f                                                                                 | g                                                                                 | h                                                                                 |   |

Thế cờ này được lấy từ một ván cờ tưởng (hay cờ mù) giữa Yue Wang và Viswanathan Anand, một ví dụ khác cho thấy việc bên yếu bị đẩy vào tình thế bị chiếu hết ngay cả khi Tốt đã vượt đường Troitsky. Ván đấu tiếp diễn như sau:
61... Vc5,
chặn Tốt bằng quân cờ không đúng. Đen nên chơi 61...Me4 62. c4 Mc5!, chặn Tốt trên đường Troitsky bằng Mã, kéo theo đó là chiến thắng không thể ngăn cản (nếu hai bên tiếp tục chơi chính xác nhất). Ván đấu tiếp tục: 
62. c4 Me4
63. Va4 Md4
64. Va5.
Ở tình thế này Đen vẫn có thể chiếu hết đối phương, kể cả sau khi họ để cho Tốt vượt qua đường Troitsky;
64... Mc6+
65. Va6 Vd6!!
66. c5+ Vc7
và Đen sẽ chiếu hết Vua Trắng sau 58 nước nữa (Soltis 2010:42). Tuy nhiên, ván đấu thực tế có kết quả hòa.

## Đường Troitzky thứ hai
|   | a | b | c | d | e | f | g | h |   |
| 8 | b6 black cross · g6 black cross · a5 black circle · c5 black circle · d5 black circle · e5 black circle · f5 black circle · h5 black circle | b6 black cross · g6 black cross · a5 black circle · c5 black circle · d5 black circle · e5 black circle · f5 black circle · h5 black circle | b6 black cross · g6 black cross · a5 black circle · c5 black circle · d5 black circle · e5 black circle · f5 black circle · h5 black circle | b6 black cross · g6 black cross · a5 black circle · c5 black circle · d5 black circle · e5 black circle · f5 black circle · h5 black circle | b6 black cross · g6 black cross · a5 black circle · c5 black circle · d5 black circle · e5 black circle · f5 black circle · h5 black circle | b6 black cross · g6 black cross · a5 black circle · c5 black circle · d5 black circle · e5 black circle · f5 black circle · h5 black circle | b6 black cross · g6 black cross · a5 black circle · c5 black circle · d5 black circle · e5 black circle · f5 black circle · h5 black circle | b6 black cross · g6 black cross · a5 black circle · c5 black circle · d5 black circle · e5 black circle · f5 black circle · h5 black circle | 8 |
| 7 | b6 black cross · g6 black cross · a5 black circle · c5 black circle · d5 black circle · e5 black circle · f5 black circle · h5 black circle | b6 black cross · g6 black cross · a5 black circle · c5 black circle · d5 black circle · e5 black circle · f5 black circle · h5 black circle | b6 black cross · g6 black cross · a5 black circle · c5 black circle · d5 black circle · e5 black circle · f5 black circle · h5 black circle | b6 black cross · g6 black cross · a5 black circle · c5 black circle · d5 black circle · e5 black circle · f5 black circle · h5 black circle | b6 black cross · g6 black cross · a5 black circle · c5 black circle · d5 black circle · e5 black circle · f5 black circle · h5 black circle | b6 black cross · g6 black cross · a5 black circle · c5 black circle · d5 black circle · e5 black circle · f5 black circle · h5 black circle | b6 black cross · g6 black cross · a5 black circle · c5 black circle · d5 black circle · e5 black circle · f5 black circle · h5 black circle | b6 black cross · g6 black cross · a5 black circle · c5 black circle · d5 black circle · e5 black circle · f5 black circle · h5 black circle | 7 |
| 6 | b6 black cross · g6 black cross · a5 black circle · c5 black circle · d5 black circle · e5 black circle · f5 black circle · h5 black circle | b6 black cross · g6 black cross · a5 black circle · c5 black circle · d5 black circle · e5 black circle · f5 black circle · h5 black circle | b6 black cross · g6 black cross · a5 black circle · c5 black circle · d5 black circle · e5 black circle · f5 black circle · h5 black circle | b6 black cross · g6 black cross · a5 black circle · c5 black circle · d5 black circle · e5 black circle · f5 black circle · h5 black circle | b6 black cross · g6 black cross · a5 black circle · c5 black circle · d5 black circle · e5 black circle · f5 black circle · h5 black circle | b6 black cross · g6 black cross · a5 black circle · c5 black circle · d5 black circle · e5 black circle · f5 black circle · h5 black circle | b6 black cross · g6 black cross · a5 black circle · c5 black circle · d5 black circle · e5 black circle · f5 black circle · h5 black circle | b6 black cross · g6 black cross · a5 black circle · c5 black circle · d5 black circle · e5 black circle · f5 black circle · h5 black circle | 6 |
| 5 | b6 black cross · g6 black cross · a5 black circle · c5 black circle · d5 black circle · e5 black circle · f5 black circle · h5 black circle | b6 black cross · g6 black cross · a5 black circle · c5 black circle · d5 black circle · e5 black circle · f5 black circle · h5 black circle | b6 black cross · g6 black cross · a5 black circle · c5 black circle · d5 black circle · e5 black circle · f5 black circle · h5 black circle | b6 black cross · g6 black cross · a5 black circle · c5 black circle · d5 black circle · e5 black circle · f5 black circle · h5 black circle | b6 black cross · g6 black cross · a5 black circle · c5 black circle · d5 black circle · e5 black circle · f5 black circle · h5 black circle | b6 black cross · g6 black cross · a5 black circle · c5 black circle · d5 black circle · e5 black circle · f5 black circle · h5 black circle | b6 black cross · g6 black cross · a5 black circle · c5 black circle · d5 black circle · e5 black circle · f5 black circle · h5 black circle | b6 black cross · g6 black cross · a5 black circle · c5 black circle · d5 black circle · e5 black circle · f5 black circle · h5 black circle | 5 |
| 4 | b6 black cross · g6 black cross · a5 black circle · c5 black circle · d5 black circle · e5 black circle · f5 black circle · h5 black circle | b6 black cross · g6 black cross · a5 black circle · c5 black circle · d5 black circle · e5 black circle · f5 black circle · h5 black circle | b6 black cross · g6 black cross · a5 black circle · c5 black circle · d5 black circle · e5 black circle · f5 black circle · h5 black circle | b6 black cross · g6 black cross · a5 black circle · c5 black circle · d5 black circle · e5 black circle · f5 black circle · h5 black circle | b6 black cross · g6 black cross · a5 black circle · c5 black circle · d5 black circle · e5 black circle · f5 black circle · h5 black circle | b6 black cross · g6 black cross · a5 black circle · c5 black circle · d5 black circle · e5 black circle · f5 black circle · h5 black circle | b6 black cross · g6 black cross · a5 black circle · c5 black circle · d5 black circle · e5 black circle · f5 black circle · h5 black circle | b6 black cross · g6 black cross · a5 black circle · c5 black circle · d5 black circle · e5 black circle · f5 black circle · h5 black circle | 4 |
| 3 | b6 black cross · g6 black cross · a5 black circle · c5 black circle · d5 black circle · e5 black circle · f5 black circle · h5 black circle | b6 black cross · g6 black cross · a5 black circle · c5 black circle · d5 black circle · e5 black circle · f5 black circle · h5 black circle | b6 black cross · g6 black cross · a5 black circle · c5 black circle · d5 black circle · e5 black circle · f5 black circle · h5 black circle | b6 black cross · g6 black cross · a5 black circle · c5 black circle · d5 black circle · e5 black circle · f5 black circle · h5 black circle | b6 black cross · g6 black cross · a5 black circle · c5 black circle · d5 black circle · e5 black circle · f5 black circle · h5 black circle | b6 black cross · g6 black cross · a5 black circle · c5 black circle · d5 black circle · e5 black circle · f5 black circle · h5 black circle | b6 black cross · g6 black cross · a5 black circle · c5 black circle · d5 black circle · e5 black circle · f5 black circle · h5 black circle | b6 black cross · g6 black cross · a5 black circle · c5 black circle · d5 black circle · e5 black circle · f5 black circle · h5 black circle | 3 |
| 2 | b6 black cross · g6 black cross · a5 black circle · c5 black circle · d5 black circle · e5 black circle · f5 black circle · h5 black circle | b6 black cross · g6 black cross · a5 black circle · c5 black circle · d5 black circle · e5 black circle · f5 black circle · h5 black circle | b6 black cross · g6 black cross · a5 black circle · c5 black circle · d5 black circle · e5 black circle · f5 black circle · h5 black circle | b6 black cross · g6 black cross · a5 black circle · c5 black circle · d5 black circle · e5 black circle · f5 black circle · h5 black circle | b6 black cross · g6 black cross · a5 black circle · c5 black circle · d5 black circle · e5 black circle · f5 black circle · h5 black circle | b6 black cross · g6 black cross · a5 black circle · c5 black circle · d5 black circle · e5 black circle · f5 black circle · h5 black circle | b6 black cross · g6 black cross · a5 black circle · c5 black circle · d5 black circle · e5 black circle · f5 black circle · h5 black circle | b6 black cross · g6 black cross · a5 black circle · c5 black circle · d5 black circle · e5 black circle · f5 black circle · h5 black circle | 2 |
| 1 | b6 black cross · g6 black cross · a5 black circle · c5 black circle · d5 black circle · e5 black circle · f5 black circle · h5 black circle | b6 black cross · g6 black cross · a5 black circle · c5 black circle · d5 black circle · e5 black circle · f5 black circle · h5 black circle | b6 black cross · g6 black cross · a5 black circle · c5 black circle · d5 black circle · e5 black circle · f5 black circle · h5 black circle | b6 black cross · g6 black cross · a5 black circle · c5 black circle · d5 black circle · e5 black circle · f5 black circle · h5 black circle | b6 black cross · g6 black cross · a5 black circle · c5 black circle · d5 black circle · e5 black circle · f5 black circle · h5 black circle | b6 black cross · g6 black cross · a5 black circle · c5 black circle · d5 black circle · e5 black circle · f5 black circle · h5 black circle | b6 black cross · g6 black cross · a5 black circle · c5 black circle · d5 black circle · e5 black circle · f5 black circle · h5 black circle | b6 black cross · g6 black cross · a5 black circle · c5 black circle · d5 black circle · e5 black circle · f5 black circle · h5 black circle | 1 |
|   | a | b | c | d | e | f | g | h |   |

Kể từ khi rất nhiều chiến thắng khi quân Tốt bị chặn trên hoặc sau đường Troitzky yêu cầu cần tới hơn 50 nước (như vậy ván đấu sẽ hòa bởi luật 50 nước) Karsten Müller đã đòi hỏi cần phải có một "đường Troitzky thứ hai", trong đó trình bày những điều kiện mà nếu được thỏa mãn, bên mạnh có thể giành chiến thắng đồng thời tránh được luật 50 nước. Nếu Tốt Đen bị chặn bởi một trong hai Mã Trắng trên hoặc sau một trong những ô được đánh dấu chấm tròn, Trắng có thể thắng trong vòng 50 nước. Nếu Tốt bị chặn trên hoặc sau một trong những ô được đánh dấu "X", Trắng có thể thắng trong vòng 50 nước trong hơn 99% những tình huống như vậy.
(Nói cách khác: Trắng chắc chắn sẽ thắng trong vòng 50 nước nếu Tốt Đen bị chặn bởi một trong hai quân Mã trên hoặc sau một trong những ô được đánh dấu chấm tròn; và Trắng chắc chắn sẽ thắng trong vòng 50 nước trong khoảng hơn 99% tình huống mà Tốt Đen bị chặn trên hoặc sau một trong những ô được đánh dấu "X"; với điều kiện cả hai bên phải chơi một cách chính xác. Ở hình bên ta có đường Troitzky a5-(b6)-c5-d5-e5-f5-(g6)-h5, ở đây các ô "sau" đường Troitzky là ví dụ như các ô a6, a7, a8... Nếu hình dung ở bên Đen thì lại có thể hiểu các ô a6, a7, a8 là nằm "trước" đường Troitzky. Nhìn chung trong trường hợp này cách diễn đạt (về việc Tốt Đen bị chặn) "sau" hay "trước" hiểu theo ý chung là nói đến các ô thuộc phần diện tích a6-a8-h8-h6 - một cách hiểu tương tự cũng áp dụng với đường Troitzky thứ nhất).

## Trường hợp bên yếu có nhiều Tốt
Bên mạnh có thể chiến thắng trong một vài trường hợp khi mà bên yếu có nhiều hơn một Tốt. Phương pháp là trước hết dùng Mã để phong tỏa và sau đó tiêu diệt hết chỉ để lại một quân Tốt. Trong trường hợp bên yếu có bốn Tốt, Mã không thể phong tỏa được chúng một cách hiệu quả, nên nói chung tình huống như vậy sẽ có kết cục là hòa. Nếu bên yếu có năm Tốt trở lên, họ thường sẽ là người chiến thắng (Fine & Benko 2003:101).

### Ví dụ từ ván đấu thực tế
|   | a                                                                                                 | b                                                                                                 | c                                                                                                 | d                                                                                                 | e                                                                                                 | f                                                                                                 | g                                                                                                 | h                                                                                                 |   |
| 8 | e6 black king · c5 white king · d5 black knight · e5 white pawn · f5 black knight · d4 white pawn | e6 black king · c5 white king · d5 black knight · e5 white pawn · f5 black knight · d4 white pawn | e6 black king · c5 white king · d5 black knight · e5 white pawn · f5 black knight · d4 white pawn | e6 black king · c5 white king · d5 black knight · e5 white pawn · f5 black knight · d4 white pawn | e6 black king · c5 white king · d5 black knight · e5 white pawn · f5 black knight · d4 white pawn | e6 black king · c5 white king · d5 black knight · e5 white pawn · f5 black knight · d4 white pawn | e6 black king · c5 white king · d5 black knight · e5 white pawn · f5 black knight · d4 white pawn | e6 black king · c5 white king · d5 black knight · e5 white pawn · f5 black knight · d4 white pawn | 8 |
| 7 | e6 black king · c5 white king · d5 black knight · e5 white pawn · f5 black knight · d4 white pawn | e6 black king · c5 white king · d5 black knight · e5 white pawn · f5 black knight · d4 white pawn | e6 black king · c5 white king · d5 black knight · e5 white pawn · f5 black knight · d4 white pawn | e6 black king · c5 white king · d5 black knight · e5 white pawn · f5 black knight · d4 white pawn | e6 black king · c5 white king · d5 black knight · e5 white pawn · f5 black knight · d4 white pawn | e6 black king · c5 white king · d5 black knight · e5 white pawn · f5 black knight · d4 white pawn | e6 black king · c5 white king · d5 black knight · e5 white pawn · f5 black knight · d4 white pawn | e6 black king · c5 white king · d5 black knight · e5 white pawn · f5 black knight · d4 white pawn | 7 |
| 6 | e6 black king · c5 white king · d5 black knight · e5 white pawn · f5 black knight · d4 white pawn | e6 black king · c5 white king · d5 black knight · e5 white pawn · f5 black knight · d4 white pawn | e6 black king · c5 white king · d5 black knight · e5 white pawn · f5 black knight · d4 white pawn | e6 black king · c5 white king · d5 black knight · e5 white pawn · f5 black knight · d4 white pawn | e6 black king · c5 white king · d5 black knight · e5 white pawn · f5 black knight · d4 white pawn | e6 black king · c5 white king · d5 black knight · e5 white pawn · f5 black knight · d4 white pawn | e6 black king · c5 white king · d5 black knight · e5 white pawn · f5 black knight · d4 white pawn | e6 black king · c5 white king · d5 black knight · e5 white pawn · f5 black knight · d4 white pawn | 6 |
| 5 | e6 black king · c5 white king · d5 black knight · e5 white pawn · f5 black knight · d4 white pawn | e6 black king · c5 white king · d5 black knight · e5 white pawn · f5 black knight · d4 white pawn | e6 black king · c5 white king · d5 black knight · e5 white pawn · f5 black knight · d4 white pawn | e6 black king · c5 white king · d5 black knight · e5 white pawn · f5 black knight · d4 white pawn | e6 black king · c5 white king · d5 black knight · e5 white pawn · f5 black knight · d4 white pawn | e6 black king · c5 white king · d5 black knight · e5 white pawn · f5 black knight · d4 white pawn | e6 black king · c5 white king · d5 black knight · e5 white pawn · f5 black knight · d4 white pawn | e6 black king · c5 white king · d5 black knight · e5 white pawn · f5 black knight · d4 white pawn | 5 |
| 4 | e6 black king · c5 white king · d5 black knight · e5 white pawn · f5 black knight · d4 white pawn | e6 black king · c5 white king · d5 black knight · e5 white pawn · f5 black knight · d4 white pawn | e6 black king · c5 white king · d5 black knight · e5 white pawn · f5 black knight · d4 white pawn | e6 black king · c5 white king · d5 black knight · e5 white pawn · f5 black knight · d4 white pawn | e6 black king · c5 white king · d5 black knight · e5 white pawn · f5 black knight · d4 white pawn | e6 black king · c5 white king · d5 black knight · e5 white pawn · f5 black knight · d4 white pawn | e6 black king · c5 white king · d5 black knight · e5 white pawn · f5 black knight · d4 white pawn | e6 black king · c5 white king · d5 black knight · e5 white pawn · f5 black knight · d4 white pawn | 4 |
| 3 | e6 black king · c5 white king · d5 black knight · e5 white pawn · f5 black knight · d4 white pawn | e6 black king · c5 white king · d5 black knight · e5 white pawn · f5 black knight · d4 white pawn | e6 black king · c5 white king · d5 black knight · e5 white pawn · f5 black knight · d4 white pawn | e6 black king · c5 white king · d5 black knight · e5 white pawn · f5 black knight · d4 white pawn | e6 black king · c5 white king · d5 black knight · e5 white pawn · f5 black knight · d4 white pawn | e6 black king · c5 white king · d5 black knight · e5 white pawn · f5 black knight · d4 white pawn | e6 black king · c5 white king · d5 black knight · e5 white pawn · f5 black knight · d4 white pawn | e6 black king · c5 white king · d5 black knight · e5 white pawn · f5 black knight · d4 white pawn | 3 |
| 2 | e6 black king · c5 white king · d5 black knight · e5 white pawn · f5 black knight · d4 white pawn | e6 black king · c5 white king · d5 black knight · e5 white pawn · f5 black knight · d4 white pawn | e6 black king · c5 white king · d5 black knight · e5 white pawn · f5 black knight · d4 white pawn | e6 black king · c5 white king · d5 black knight · e5 white pawn · f5 black knight · d4 white pawn | e6 black king · c5 white king · d5 black knight · e5 white pawn · f5 black knight · d4 white pawn | e6 black king · c5 white king · d5 black knight · e5 white pawn · f5 black knight · d4 white pawn | e6 black king · c5 white king · d5 black knight · e5 white pawn · f5 black knight · d4 white pawn | e6 black king · c5 white king · d5 black knight · e5 white pawn · f5 black knight · d4 white pawn | 2 |
| 1 | e6 black king · c5 white king · d5 black knight · e5 white pawn · f5 black knight · d4 white pawn | e6 black king · c5 white king · d5 black knight · e5 white pawn · f5 black knight · d4 white pawn | e6 black king · c5 white king · d5 black knight · e5 white pawn · f5 black knight · d4 white pawn | e6 black king · c5 white king · d5 black knight · e5 white pawn · f5 black knight · d4 white pawn | e6 black king · c5 white king · d5 black knight · e5 white pawn · f5 black knight · d4 white pawn | e6 black king · c5 white king · d5 black knight · e5 white pawn · f5 black knight · d4 white pawn | e6 black king · c5 white king · d5 black knight · e5 white pawn · f5 black knight · d4 white pawn | e6 black king · c5 white king · d5 black knight · e5 white pawn · f5 black knight · d4 white pawn | 1 |
|   | a                                                                                                 | b                                                                                                 | c                                                                                                 | d                                                                                                 | e                                                                                                 | f                                                                                                 | g                                                                                                 | h                                                                                                 |   |

Trong ván đấu giữa Paul Motwani và Ilya Gurevich diễn ra năm 1991 (hình bên), Đen đã phong tỏa được các Tốt Trắng. 10 nước sau, Đen ăn được Tốt ở d4. Đã có một vài nước đi không chính xác của cả hai bên, và cuối cùng Trắng đầu hàng ở nước 99. (Speelman, Tisdall & Wade 1993:114).

## Tình huống zugzwang tương hỗ
|   | a                                                                                 | b                                                                                 | c                                                                                 | d                                                                                 | e                                                                                 | f                                                                                 | g                                                                                 | h                                                                                 |   |
| 8 | h8 black king · f7 white king · f5 white knight · d3 black pawn · d2 white knight | h8 black king · f7 white king · f5 white knight · d3 black pawn · d2 white knight | h8 black king · f7 white king · f5 white knight · d3 black pawn · d2 white knight | h8 black king · f7 white king · f5 white knight · d3 black pawn · d2 white knight | h8 black king · f7 white king · f5 white knight · d3 black pawn · d2 white knight | h8 black king · f7 white king · f5 white knight · d3 black pawn · d2 white knight | h8 black king · f7 white king · f5 white knight · d3 black pawn · d2 white knight | h8 black king · f7 white king · f5 white knight · d3 black pawn · d2 white knight | 8 |
| 7 | h8 black king · f7 white king · f5 white knight · d3 black pawn · d2 white knight | h8 black king · f7 white king · f5 white knight · d3 black pawn · d2 white knight | h8 black king · f7 white king · f5 white knight · d3 black pawn · d2 white knight | h8 black king · f7 white king · f5 white knight · d3 black pawn · d2 white knight | h8 black king · f7 white king · f5 white knight · d3 black pawn · d2 white knight | h8 black king · f7 white king · f5 white knight · d3 black pawn · d2 white knight | h8 black king · f7 white king · f5 white knight · d3 black pawn · d2 white knight | h8 black king · f7 white king · f5 white knight · d3 black pawn · d2 white knight | 7 |
| 6 | h8 black king · f7 white king · f5 white knight · d3 black pawn · d2 white knight | h8 black king · f7 white king · f5 white knight · d3 black pawn · d2 white knight | h8 black king · f7 white king · f5 white knight · d3 black pawn · d2 white knight | h8 black king · f7 white king · f5 white knight · d3 black pawn · d2 white knight | h8 black king · f7 white king · f5 white knight · d3 black pawn · d2 white knight | h8 black king · f7 white king · f5 white knight · d3 black pawn · d2 white knight | h8 black king · f7 white king · f5 white knight · d3 black pawn · d2 white knight | h8 black king · f7 white king · f5 white knight · d3 black pawn · d2 white knight | 6 |
| 5 | h8 black king · f7 white king · f5 white knight · d3 black pawn · d2 white knight | h8 black king · f7 white king · f5 white knight · d3 black pawn · d2 white knight | h8 black king · f7 white king · f5 white knight · d3 black pawn · d2 white knight | h8 black king · f7 white king · f5 white knight · d3 black pawn · d2 white knight | h8 black king · f7 white king · f5 white knight · d3 black pawn · d2 white knight | h8 black king · f7 white king · f5 white knight · d3 black pawn · d2 white knight | h8 black king · f7 white king · f5 white knight · d3 black pawn · d2 white knight | h8 black king · f7 white king · f5 white knight · d3 black pawn · d2 white knight | 5 |
| 4 | h8 black king · f7 white king · f5 white knight · d3 black pawn · d2 white knight | h8 black king · f7 white king · f5 white knight · d3 black pawn · d2 white knight | h8 black king · f7 white king · f5 white knight · d3 black pawn · d2 white knight | h8 black king · f7 white king · f5 white knight · d3 black pawn · d2 white knight | h8 black king · f7 white king · f5 white knight · d3 black pawn · d2 white knight | h8 black king · f7 white king · f5 white knight · d3 black pawn · d2 white knight | h8 black king · f7 white king · f5 white knight · d3 black pawn · d2 white knight | h8 black king · f7 white king · f5 white knight · d3 black pawn · d2 white knight | 4 |
| 3 | h8 black king · f7 white king · f5 white knight · d3 black pawn · d2 white knight | h8 black king · f7 white king · f5 white knight · d3 black pawn · d2 white knight | h8 black king · f7 white king · f5 white knight · d3 black pawn · d2 white knight | h8 black king · f7 white king · f5 white knight · d3 black pawn · d2 white knight | h8 black king · f7 white king · f5 white knight · d3 black pawn · d2 white knight | h8 black king · f7 white king · f5 white knight · d3 black pawn · d2 white knight | h8 black king · f7 white king · f5 white knight · d3 black pawn · d2 white knight | h8 black king · f7 white king · f5 white knight · d3 black pawn · d2 white knight | 3 |
| 2 | h8 black king · f7 white king · f5 white knight · d3 black pawn · d2 white knight | h8 black king · f7 white king · f5 white knight · d3 black pawn · d2 white knight | h8 black king · f7 white king · f5 white knight · d3 black pawn · d2 white knight | h8 black king · f7 white king · f5 white knight · d3 black pawn · d2 white knight | h8 black king · f7 white king · f5 white knight · d3 black pawn · d2 white knight | h8 black king · f7 white king · f5 white knight · d3 black pawn · d2 white knight | h8 black king · f7 white king · f5 white knight · d3 black pawn · d2 white knight | h8 black king · f7 white king · f5 white knight · d3 black pawn · d2 white knight | 2 |
| 1 | h8 black king · f7 white king · f5 white knight · d3 black pawn · d2 white knight | h8 black king · f7 white king · f5 white knight · d3 black pawn · d2 white knight | h8 black king · f7 white king · f5 white knight · d3 black pawn · d2 white knight | h8 black king · f7 white king · f5 white knight · d3 black pawn · d2 white knight | h8 black king · f7 white king · f5 white knight · d3 black pawn · d2 white knight | h8 black king · f7 white king · f5 white knight · d3 black pawn · d2 white knight | h8 black king · f7 white king · f5 white knight · d3 black pawn · d2 white knight | h8 black king · f7 white king · f5 white knight · d3 black pawn · d2 white knight | 1 |
|   | a                                                                                 | b                                                                                 | c                                                                                 | d                                                                                 | e                                                                                 | f                                                                                 | g                                                                                 | h                                                                                 |   |

Trong cờ tàn hai Mã chống một Tốt, đã có thế cờ thể hiện tình huống zugzwang (xung xoăng - thuật ngữ chỉ việc đến lượt một bên đi, bất kỳ nước đi nào cũng đều là nước đi yếu và gây bất lợi cho họ, trong tình huống đó tốt nhất là bỏ qua lượt đi, tuy nhiên điều đó không được luật cờ vua cho phép) qua lại giữa các bên. Trong thế cờ này (hình bên), nếu Trắng đi trước sẽ hòa cờ, còn Đen sẽ thua nếu họ đi trước (có nghĩa là Trắng sẽ thắng nếu họ "được" đi sau). Nếu Đen đi trước:
1... Vh7
2. Me4 d2
3. Mf6+ Vh8
4. Me7 (hoặc 4.Mh4) d1=H
5. Mg6#
Nếu Trắng đi trước, kết quả sẽ là hòa nếu hai bên chơi đúng. Trắng không thể đặt Đen vào tình thế bị "xung xoăng":
1. Vf6 Vh7
2. Vf7 Vh8
3. Vg6 Vg8
4. Mg7 Vf8
5. Vf6 Vg8
6. Me6 Vh7! (không 6...Vh8? vì sẽ thua sau khi 7.Vg6!)
7. Vg5 Vg8
8. Vg6 Vh8
và không có cách nào có thể giúp Trắng giành chiến thắng (Averbakh & Chekhover 1977:106).

## Chiếu hết trong cờ thế
Việc có thể chiếu hết ở mép bàn cờ là cơ sở để sáng tạo nên một vài dạng cờ thế, cũng như trong những tình huống chiếu hết với hai Mã chống một Tốt.

### Hai Mã chống một Mã
|   | a                                                                                   | b                                                                                   | c                                                                                   | d                                                                                   | e                                                                                   | f                                                                                   | g                                                                                   | h                                                                                   |   |
| 8 | d8 black king · f8 white king · c7 black knight · b6 white knight · d5 white knight | d8 black king · f8 white king · c7 black knight · b6 white knight · d5 white knight | d8 black king · f8 white king · c7 black knight · b6 white knight · d5 white knight | d8 black king · f8 white king · c7 black knight · b6 white knight · d5 white knight | d8 black king · f8 white king · c7 black knight · b6 white knight · d5 white knight | d8 black king · f8 white king · c7 black knight · b6 white knight · d5 white knight | d8 black king · f8 white king · c7 black knight · b6 white knight · d5 white knight | d8 black king · f8 white king · c7 black knight · b6 white knight · d5 white knight | 8 |
| 7 | d8 black king · f8 white king · c7 black knight · b6 white knight · d5 white knight | d8 black king · f8 white king · c7 black knight · b6 white knight · d5 white knight | d8 black king · f8 white king · c7 black knight · b6 white knight · d5 white knight | d8 black king · f8 white king · c7 black knight · b6 white knight · d5 white knight | d8 black king · f8 white king · c7 black knight · b6 white knight · d5 white knight | d8 black king · f8 white king · c7 black knight · b6 white knight · d5 white knight | d8 black king · f8 white king · c7 black knight · b6 white knight · d5 white knight | d8 black king · f8 white king · c7 black knight · b6 white knight · d5 white knight | 7 |
| 6 | d8 black king · f8 white king · c7 black knight · b6 white knight · d5 white knight | d8 black king · f8 white king · c7 black knight · b6 white knight · d5 white knight | d8 black king · f8 white king · c7 black knight · b6 white knight · d5 white knight | d8 black king · f8 white king · c7 black knight · b6 white knight · d5 white knight | d8 black king · f8 white king · c7 black knight · b6 white knight · d5 white knight | d8 black king · f8 white king · c7 black knight · b6 white knight · d5 white knight | d8 black king · f8 white king · c7 black knight · b6 white knight · d5 white knight | d8 black king · f8 white king · c7 black knight · b6 white knight · d5 white knight | 6 |
| 5 | d8 black king · f8 white king · c7 black knight · b6 white knight · d5 white knight | d8 black king · f8 white king · c7 black knight · b6 white knight · d5 white knight | d8 black king · f8 white king · c7 black knight · b6 white knight · d5 white knight | d8 black king · f8 white king · c7 black knight · b6 white knight · d5 white knight | d8 black king · f8 white king · c7 black knight · b6 white knight · d5 white knight | d8 black king · f8 white king · c7 black knight · b6 white knight · d5 white knight | d8 black king · f8 white king · c7 black knight · b6 white knight · d5 white knight | d8 black king · f8 white king · c7 black knight · b6 white knight · d5 white knight | 5 |
| 4 | d8 black king · f8 white king · c7 black knight · b6 white knight · d5 white knight | d8 black king · f8 white king · c7 black knight · b6 white knight · d5 white knight | d8 black king · f8 white king · c7 black knight · b6 white knight · d5 white knight | d8 black king · f8 white king · c7 black knight · b6 white knight · d5 white knight | d8 black king · f8 white king · c7 black knight · b6 white knight · d5 white knight | d8 black king · f8 white king · c7 black knight · b6 white knight · d5 white knight | d8 black king · f8 white king · c7 black knight · b6 white knight · d5 white knight | d8 black king · f8 white king · c7 black knight · b6 white knight · d5 white knight | 4 |
| 3 | d8 black king · f8 white king · c7 black knight · b6 white knight · d5 white knight | d8 black king · f8 white king · c7 black knight · b6 white knight · d5 white knight | d8 black king · f8 white king · c7 black knight · b6 white knight · d5 white knight | d8 black king · f8 white king · c7 black knight · b6 white knight · d5 white knight | d8 black king · f8 white king · c7 black knight · b6 white knight · d5 white knight | d8 black king · f8 white king · c7 black knight · b6 white knight · d5 white knight | d8 black king · f8 white king · c7 black knight · b6 white knight · d5 white knight | d8 black king · f8 white king · c7 black knight · b6 white knight · d5 white knight | 3 |
| 2 | d8 black king · f8 white king · c7 black knight · b6 white knight · d5 white knight | d8 black king · f8 white king · c7 black knight · b6 white knight · d5 white knight | d8 black king · f8 white king · c7 black knight · b6 white knight · d5 white knight | d8 black king · f8 white king · c7 black knight · b6 white knight · d5 white knight | d8 black king · f8 white king · c7 black knight · b6 white knight · d5 white knight | d8 black king · f8 white king · c7 black knight · b6 white knight · d5 white knight | d8 black king · f8 white king · c7 black knight · b6 white knight · d5 white knight | d8 black king · f8 white king · c7 black knight · b6 white knight · d5 white knight | 2 |
| 1 | d8 black king · f8 white king · c7 black knight · b6 white knight · d5 white knight | d8 black king · f8 white king · c7 black knight · b6 white knight · d5 white knight | d8 black king · f8 white king · c7 black knight · b6 white knight · d5 white knight | d8 black king · f8 white king · c7 black knight · b6 white knight · d5 white knight | d8 black king · f8 white king · c7 black knight · b6 white knight · d5 white knight | d8 black king · f8 white king · c7 black knight · b6 white knight · d5 white knight | d8 black king · f8 white king · c7 black knight · b6 white knight · d5 white knight | d8 black king · f8 white king · c7 black knight · b6 white knight · d5 white knight | 1 |
|   | a                                                                                   | b                                                                                   | c                                                                                   | d                                                                                   | e                                                                                   | f                                                                                   | g                                                                                   | h                                                                                   |   |

Trong một số tình huống, bên có hai Mã có thể ép bên có một Mã vào tình thế bị chiếu hết, bằng cách áp dụng ý tưởng tương tự, ví dụ: Mã bên yếu có thể thực hiện được nước đi khiến hết nước đi không xảy ra. Với thế cờ ở hình bên Trắng thắng sau khi 1. Mf4! tiếp đến là 2. Me6#.

### Angos
|   | a                                                                                   | b                                                                                   | c                                                                                   | d                                                                                   | e                                                                                   | f                                                                                   | g                                                                                   | h                                                                                   |   |
| 8 | d8 white knight · g8 black king · b7 black knight · d7 white knight · g6 white king | d8 white knight · g8 black king · b7 black knight · d7 white knight · g6 white king | d8 white knight · g8 black king · b7 black knight · d7 white knight · g6 white king | d8 white knight · g8 black king · b7 black knight · d7 white knight · g6 white king | d8 white knight · g8 black king · b7 black knight · d7 white knight · g6 white king | d8 white knight · g8 black king · b7 black knight · d7 white knight · g6 white king | d8 white knight · g8 black king · b7 black knight · d7 white knight · g6 white king | d8 white knight · g8 black king · b7 black knight · d7 white knight · g6 white king | 8 |
| 7 | d8 white knight · g8 black king · b7 black knight · d7 white knight · g6 white king | d8 white knight · g8 black king · b7 black knight · d7 white knight · g6 white king | d8 white knight · g8 black king · b7 black knight · d7 white knight · g6 white king | d8 white knight · g8 black king · b7 black knight · d7 white knight · g6 white king | d8 white knight · g8 black king · b7 black knight · d7 white knight · g6 white king | d8 white knight · g8 black king · b7 black knight · d7 white knight · g6 white king | d8 white knight · g8 black king · b7 black knight · d7 white knight · g6 white king | d8 white knight · g8 black king · b7 black knight · d7 white knight · g6 white king | 7 |
| 6 | d8 white knight · g8 black king · b7 black knight · d7 white knight · g6 white king | d8 white knight · g8 black king · b7 black knight · d7 white knight · g6 white king | d8 white knight · g8 black king · b7 black knight · d7 white knight · g6 white king | d8 white knight · g8 black king · b7 black knight · d7 white knight · g6 white king | d8 white knight · g8 black king · b7 black knight · d7 white knight · g6 white king | d8 white knight · g8 black king · b7 black knight · d7 white knight · g6 white king | d8 white knight · g8 black king · b7 black knight · d7 white knight · g6 white king | d8 white knight · g8 black king · b7 black knight · d7 white knight · g6 white king | 6 |
| 5 | d8 white knight · g8 black king · b7 black knight · d7 white knight · g6 white king | d8 white knight · g8 black king · b7 black knight · d7 white knight · g6 white king | d8 white knight · g8 black king · b7 black knight · d7 white knight · g6 white king | d8 white knight · g8 black king · b7 black knight · d7 white knight · g6 white king | d8 white knight · g8 black king · b7 black knight · d7 white knight · g6 white king | d8 white knight · g8 black king · b7 black knight · d7 white knight · g6 white king | d8 white knight · g8 black king · b7 black knight · d7 white knight · g6 white king | d8 white knight · g8 black king · b7 black knight · d7 white knight · g6 white king | 5 |
| 4 | d8 white knight · g8 black king · b7 black knight · d7 white knight · g6 white king | d8 white knight · g8 black king · b7 black knight · d7 white knight · g6 white king | d8 white knight · g8 black king · b7 black knight · d7 white knight · g6 white king | d8 white knight · g8 black king · b7 black knight · d7 white knight · g6 white king | d8 white knight · g8 black king · b7 black knight · d7 white knight · g6 white king | d8 white knight · g8 black king · b7 black knight · d7 white knight · g6 white king | d8 white knight · g8 black king · b7 black knight · d7 white knight · g6 white king | d8 white knight · g8 black king · b7 black knight · d7 white knight · g6 white king | 4 |
| 3 | d8 white knight · g8 black king · b7 black knight · d7 white knight · g6 white king | d8 white knight · g8 black king · b7 black knight · d7 white knight · g6 white king | d8 white knight · g8 black king · b7 black knight · d7 white knight · g6 white king | d8 white knight · g8 black king · b7 black knight · d7 white knight · g6 white king | d8 white knight · g8 black king · b7 black knight · d7 white knight · g6 white king | d8 white knight · g8 black king · b7 black knight · d7 white knight · g6 white king | d8 white knight · g8 black king · b7 black knight · d7 white knight · g6 white king | d8 white knight · g8 black king · b7 black knight · d7 white knight · g6 white king | 3 |
| 2 | d8 white knight · g8 black king · b7 black knight · d7 white knight · g6 white king | d8 white knight · g8 black king · b7 black knight · d7 white knight · g6 white king | d8 white knight · g8 black king · b7 black knight · d7 white knight · g6 white king | d8 white knight · g8 black king · b7 black knight · d7 white knight · g6 white king | d8 white knight · g8 black king · b7 black knight · d7 white knight · g6 white king | d8 white knight · g8 black king · b7 black knight · d7 white knight · g6 white king | d8 white knight · g8 black king · b7 black knight · d7 white knight · g6 white king | d8 white knight · g8 black king · b7 black knight · d7 white knight · g6 white king | 2 |
| 1 | d8 white knight · g8 black king · b7 black knight · d7 white knight · g6 white king | d8 white knight · g8 black king · b7 black knight · d7 white knight · g6 white king | d8 white knight · g8 black king · b7 black knight · d7 white knight · g6 white king | d8 white knight · g8 black king · b7 black knight · d7 white knight · g6 white king | d8 white knight · g8 black king · b7 black knight · d7 white knight · g6 white king | d8 white knight · g8 black king · b7 black knight · d7 white knight · g6 white king | d8 white knight · g8 black king · b7 black knight · d7 white knight · g6 white king | d8 white knight · g8 black king · b7 black knight · d7 white knight · g6 white king | 1 |
|   | a                                                                                   | b                                                                                   | c                                                                                   | d                                                                                   | e                                                                                   | f                                                                                   | g                                                                                   | h                                                                                   |   |

Trong thế cờ của tác giả Alex Angos (hình bên), Trắng chiếu hết đối phương trong vòng bốn nước
1. Me6! Md8
2. Mf6+ Vh8
3. Mg5 M–bất kỳ (Đen bị "xung xoăng", bất kỳ nước đi nào của Mã cũng sẽ là từ bỏ việc bảo vệ ô f7)
4. Mf7# (Angos 2005:46).
|   | a                                                                                   | b                                                                                   | c                                                                                   | d                                                                                   | e                                                                                   | f                                                                                   | g                                                                                   | h                                                                                   |   |
| 8 | e8 black knight · g8 black king · d6 white knight · e6 white knight · g6 white king | e8 black knight · g8 black king · d6 white knight · e6 white knight · g6 white king | e8 black knight · g8 black king · d6 white knight · e6 white knight · g6 white king | e8 black knight · g8 black king · d6 white knight · e6 white knight · g6 white king | e8 black knight · g8 black king · d6 white knight · e6 white knight · g6 white king | e8 black knight · g8 black king · d6 white knight · e6 white knight · g6 white king | e8 black knight · g8 black king · d6 white knight · e6 white knight · g6 white king | e8 black knight · g8 black king · d6 white knight · e6 white knight · g6 white king | 8 |
| 7 | e8 black knight · g8 black king · d6 white knight · e6 white knight · g6 white king | e8 black knight · g8 black king · d6 white knight · e6 white knight · g6 white king | e8 black knight · g8 black king · d6 white knight · e6 white knight · g6 white king | e8 black knight · g8 black king · d6 white knight · e6 white knight · g6 white king | e8 black knight · g8 black king · d6 white knight · e6 white knight · g6 white king | e8 black knight · g8 black king · d6 white knight · e6 white knight · g6 white king | e8 black knight · g8 black king · d6 white knight · e6 white knight · g6 white king | e8 black knight · g8 black king · d6 white knight · e6 white knight · g6 white king | 7 |
| 6 | e8 black knight · g8 black king · d6 white knight · e6 white knight · g6 white king | e8 black knight · g8 black king · d6 white knight · e6 white knight · g6 white king | e8 black knight · g8 black king · d6 white knight · e6 white knight · g6 white king | e8 black knight · g8 black king · d6 white knight · e6 white knight · g6 white king | e8 black knight · g8 black king · d6 white knight · e6 white knight · g6 white king | e8 black knight · g8 black king · d6 white knight · e6 white knight · g6 white king | e8 black knight · g8 black king · d6 white knight · e6 white knight · g6 white king | e8 black knight · g8 black king · d6 white knight · e6 white knight · g6 white king | 6 |
| 5 | e8 black knight · g8 black king · d6 white knight · e6 white knight · g6 white king | e8 black knight · g8 black king · d6 white knight · e6 white knight · g6 white king | e8 black knight · g8 black king · d6 white knight · e6 white knight · g6 white king | e8 black knight · g8 black king · d6 white knight · e6 white knight · g6 white king | e8 black knight · g8 black king · d6 white knight · e6 white knight · g6 white king | e8 black knight · g8 black king · d6 white knight · e6 white knight · g6 white king | e8 black knight · g8 black king · d6 white knight · e6 white knight · g6 white king | e8 black knight · g8 black king · d6 white knight · e6 white knight · g6 white king | 5 |
| 4 | e8 black knight · g8 black king · d6 white knight · e6 white knight · g6 white king | e8 black knight · g8 black king · d6 white knight · e6 white knight · g6 white king | e8 black knight · g8 black king · d6 white knight · e6 white knight · g6 white king | e8 black knight · g8 black king · d6 white knight · e6 white knight · g6 white king | e8 black knight · g8 black king · d6 white knight · e6 white knight · g6 white king | e8 black knight · g8 black king · d6 white knight · e6 white knight · g6 white king | e8 black knight · g8 black king · d6 white knight · e6 white knight · g6 white king | e8 black knight · g8 black king · d6 white knight · e6 white knight · g6 white king | 4 |
| 3 | e8 black knight · g8 black king · d6 white knight · e6 white knight · g6 white king | e8 black knight · g8 black king · d6 white knight · e6 white knight · g6 white king | e8 black knight · g8 black king · d6 white knight · e6 white knight · g6 white king | e8 black knight · g8 black king · d6 white knight · e6 white knight · g6 white king | e8 black knight · g8 black king · d6 white knight · e6 white knight · g6 white king | e8 black knight · g8 black king · d6 white knight · e6 white knight · g6 white king | e8 black knight · g8 black king · d6 white knight · e6 white knight · g6 white king | e8 black knight · g8 black king · d6 white knight · e6 white knight · g6 white king | 3 |
| 2 | e8 black knight · g8 black king · d6 white knight · e6 white knight · g6 white king | e8 black knight · g8 black king · d6 white knight · e6 white knight · g6 white king | e8 black knight · g8 black king · d6 white knight · e6 white knight · g6 white king | e8 black knight · g8 black king · d6 white knight · e6 white knight · g6 white king | e8 black knight · g8 black king · d6 white knight · e6 white knight · g6 white king | e8 black knight · g8 black king · d6 white knight · e6 white knight · g6 white king | e8 black knight · g8 black king · d6 white knight · e6 white knight · g6 white king | e8 black knight · g8 black king · d6 white knight · e6 white knight · g6 white king | 2 |
| 1 | e8 black knight · g8 black king · d6 white knight · e6 white knight · g6 white king | e8 black knight · g8 black king · d6 white knight · e6 white knight · g6 white king | e8 black knight · g8 black king · d6 white knight · e6 white knight · g6 white king | e8 black knight · g8 black king · d6 white knight · e6 white knight · g6 white king | e8 black knight · g8 black king · d6 white knight · e6 white knight · g6 white king | e8 black knight · g8 black king · d6 white knight · e6 white knight · g6 white king | e8 black knight · g8 black king · d6 white knight · e6 white knight · g6 white king | e8 black knight · g8 black king · d6 white knight · e6 white knight · g6 white king | 1 |
|   | a                                                                                   | b                                                                                   | c                                                                                   | d                                                                                   | e                                                                                   | f                                                                                   | g                                                                                   | h                                                                                   |   |

Một thế cờ tương tự được biên soạn bởi Johann Berger vào năm 1890. Cách giải là:
1. Mf7! Md6
2. Mh6+ Vh8
3. Mg5
tiếp theo đến
4. Mgf7# (Matanović 1993:492–93).

### de Musset
|   | a                                                                                                   | b                                                                                                   | c                                                                                                   | d                                                                                                   | e                                                                                                   | f                                                                                                   | g                                                                                                   | h                                                                                                   |   |
| 8 | b8 black knight · e8 black king · g8 white king · h7 white rook · e5 white knight · g4 white knight | b8 black knight · e8 black king · g8 white king · h7 white rook · e5 white knight · g4 white knight | b8 black knight · e8 black king · g8 white king · h7 white rook · e5 white knight · g4 white knight | b8 black knight · e8 black king · g8 white king · h7 white rook · e5 white knight · g4 white knight | b8 black knight · e8 black king · g8 white king · h7 white rook · e5 white knight · g4 white knight | b8 black knight · e8 black king · g8 white king · h7 white rook · e5 white knight · g4 white knight | b8 black knight · e8 black king · g8 white king · h7 white rook · e5 white knight · g4 white knight | b8 black knight · e8 black king · g8 white king · h7 white rook · e5 white knight · g4 white knight | 8 |
| 7 | b8 black knight · e8 black king · g8 white king · h7 white rook · e5 white knight · g4 white knight | b8 black knight · e8 black king · g8 white king · h7 white rook · e5 white knight · g4 white knight | b8 black knight · e8 black king · g8 white king · h7 white rook · e5 white knight · g4 white knight | b8 black knight · e8 black king · g8 white king · h7 white rook · e5 white knight · g4 white knight | b8 black knight · e8 black king · g8 white king · h7 white rook · e5 white knight · g4 white knight | b8 black knight · e8 black king · g8 white king · h7 white rook · e5 white knight · g4 white knight | b8 black knight · e8 black king · g8 white king · h7 white rook · e5 white knight · g4 white knight | b8 black knight · e8 black king · g8 white king · h7 white rook · e5 white knight · g4 white knight | 7 |
| 6 | b8 black knight · e8 black king · g8 white king · h7 white rook · e5 white knight · g4 white knight | b8 black knight · e8 black king · g8 white king · h7 white rook · e5 white knight · g4 white knight | b8 black knight · e8 black king · g8 white king · h7 white rook · e5 white knight · g4 white knight | b8 black knight · e8 black king · g8 white king · h7 white rook · e5 white knight · g4 white knight | b8 black knight · e8 black king · g8 white king · h7 white rook · e5 white knight · g4 white knight | b8 black knight · e8 black king · g8 white king · h7 white rook · e5 white knight · g4 white knight | b8 black knight · e8 black king · g8 white king · h7 white rook · e5 white knight · g4 white knight | b8 black knight · e8 black king · g8 white king · h7 white rook · e5 white knight · g4 white knight | 6 |
| 5 | b8 black knight · e8 black king · g8 white king · h7 white rook · e5 white knight · g4 white knight | b8 black knight · e8 black king · g8 white king · h7 white rook · e5 white knight · g4 white knight | b8 black knight · e8 black king · g8 white king · h7 white rook · e5 white knight · g4 white knight | b8 black knight · e8 black king · g8 white king · h7 white rook · e5 white knight · g4 white knight | b8 black knight · e8 black king · g8 white king · h7 white rook · e5 white knight · g4 white knight | b8 black knight · e8 black king · g8 white king · h7 white rook · e5 white knight · g4 white knight | b8 black knight · e8 black king · g8 white king · h7 white rook · e5 white knight · g4 white knight | b8 black knight · e8 black king · g8 white king · h7 white rook · e5 white knight · g4 white knight | 5 |
| 4 | b8 black knight · e8 black king · g8 white king · h7 white rook · e5 white knight · g4 white knight | b8 black knight · e8 black king · g8 white king · h7 white rook · e5 white knight · g4 white knight | b8 black knight · e8 black king · g8 white king · h7 white rook · e5 white knight · g4 white knight | b8 black knight · e8 black king · g8 white king · h7 white rook · e5 white knight · g4 white knight | b8 black knight · e8 black king · g8 white king · h7 white rook · e5 white knight · g4 white knight | b8 black knight · e8 black king · g8 white king · h7 white rook · e5 white knight · g4 white knight | b8 black knight · e8 black king · g8 white king · h7 white rook · e5 white knight · g4 white knight | b8 black knight · e8 black king · g8 white king · h7 white rook · e5 white knight · g4 white knight | 4 |
| 3 | b8 black knight · e8 black king · g8 white king · h7 white rook · e5 white knight · g4 white knight | b8 black knight · e8 black king · g8 white king · h7 white rook · e5 white knight · g4 white knight | b8 black knight · e8 black king · g8 white king · h7 white rook · e5 white knight · g4 white knight | b8 black knight · e8 black king · g8 white king · h7 white rook · e5 white knight · g4 white knight | b8 black knight · e8 black king · g8 white king · h7 white rook · e5 white knight · g4 white knight | b8 black knight · e8 black king · g8 white king · h7 white rook · e5 white knight · g4 white knight | b8 black knight · e8 black king · g8 white king · h7 white rook · e5 white knight · g4 white knight | b8 black knight · e8 black king · g8 white king · h7 white rook · e5 white knight · g4 white knight | 3 |
| 2 | b8 black knight · e8 black king · g8 white king · h7 white rook · e5 white knight · g4 white knight | b8 black knight · e8 black king · g8 white king · h7 white rook · e5 white knight · g4 white knight | b8 black knight · e8 black king · g8 white king · h7 white rook · e5 white knight · g4 white knight | b8 black knight · e8 black king · g8 white king · h7 white rook · e5 white knight · g4 white knight | b8 black knight · e8 black king · g8 white king · h7 white rook · e5 white knight · g4 white knight | b8 black knight · e8 black king · g8 white king · h7 white rook · e5 white knight · g4 white knight | b8 black knight · e8 black king · g8 white king · h7 white rook · e5 white knight · g4 white knight | b8 black knight · e8 black king · g8 white king · h7 white rook · e5 white knight · g4 white knight | 2 |
| 1 | b8 black knight · e8 black king · g8 white king · h7 white rook · e5 white knight · g4 white knight | b8 black knight · e8 black king · g8 white king · h7 white rook · e5 white knight · g4 white knight | b8 black knight · e8 black king · g8 white king · h7 white rook · e5 white knight · g4 white knight | b8 black knight · e8 black king · g8 white king · h7 white rook · e5 white knight · g4 white knight | b8 black knight · e8 black king · g8 white king · h7 white rook · e5 white knight · g4 white knight | b8 black knight · e8 black king · g8 white king · h7 white rook · e5 white knight · g4 white knight | b8 black knight · e8 black king · g8 white king · h7 white rook · e5 white knight · g4 white knight | b8 black knight · e8 black king · g8 white king · h7 white rook · e5 white knight · g4 white knight | 1 |
|   | a                                                                                                   | b                                                                                                   | c                                                                                                   | d                                                                                                   | e                                                                                                   | f                                                                                                   | g                                                                                                   | h                                                                                                   |   |

Trong thế cờ của Alfred de Musset (hình bên), Trắng chiếu hết Vua đối phương ở mép bàn cờ trong ba nước:
1. Xd7 Mxd7
2. Mc6 M–bất kỳ
3. Mf6# (Hooper & Whyld 1992).

### Sobolevsky
|   | a | b | c | d | e | f | g | h |   |
| 8 | f7 black king · h7 white knight · f6 white bishop · g6 white knight · h3 white king · g2 black knight · h2 black bishop | f7 black king · h7 white knight · f6 white bishop · g6 white knight · h3 white king · g2 black knight · h2 black bishop | f7 black king · h7 white knight · f6 white bishop · g6 white knight · h3 white king · g2 black knight · h2 black bishop | f7 black king · h7 white knight · f6 white bishop · g6 white knight · h3 white king · g2 black knight · h2 black bishop | f7 black king · h7 white knight · f6 white bishop · g6 white knight · h3 white king · g2 black knight · h2 black bishop | f7 black king · h7 white knight · f6 white bishop · g6 white knight · h3 white king · g2 black knight · h2 black bishop | f7 black king · h7 white knight · f6 white bishop · g6 white knight · h3 white king · g2 black knight · h2 black bishop | f7 black king · h7 white knight · f6 white bishop · g6 white knight · h3 white king · g2 black knight · h2 black bishop | 8 |
| 7 | f7 black king · h7 white knight · f6 white bishop · g6 white knight · h3 white king · g2 black knight · h2 black bishop | f7 black king · h7 white knight · f6 white bishop · g6 white knight · h3 white king · g2 black knight · h2 black bishop | f7 black king · h7 white knight · f6 white bishop · g6 white knight · h3 white king · g2 black knight · h2 black bishop | f7 black king · h7 white knight · f6 white bishop · g6 white knight · h3 white king · g2 black knight · h2 black bishop | f7 black king · h7 white knight · f6 white bishop · g6 white knight · h3 white king · g2 black knight · h2 black bishop | f7 black king · h7 white knight · f6 white bishop · g6 white knight · h3 white king · g2 black knight · h2 black bishop | f7 black king · h7 white knight · f6 white bishop · g6 white knight · h3 white king · g2 black knight · h2 black bishop | f7 black king · h7 white knight · f6 white bishop · g6 white knight · h3 white king · g2 black knight · h2 black bishop | 7 |
| 6 | f7 black king · h7 white knight · f6 white bishop · g6 white knight · h3 white king · g2 black knight · h2 black bishop | f7 black king · h7 white knight · f6 white bishop · g6 white knight · h3 white king · g2 black knight · h2 black bishop | f7 black king · h7 white knight · f6 white bishop · g6 white knight · h3 white king · g2 black knight · h2 black bishop | f7 black king · h7 white knight · f6 white bishop · g6 white knight · h3 white king · g2 black knight · h2 black bishop | f7 black king · h7 white knight · f6 white bishop · g6 white knight · h3 white king · g2 black knight · h2 black bishop | f7 black king · h7 white knight · f6 white bishop · g6 white knight · h3 white king · g2 black knight · h2 black bishop | f7 black king · h7 white knight · f6 white bishop · g6 white knight · h3 white king · g2 black knight · h2 black bishop | f7 black king · h7 white knight · f6 white bishop · g6 white knight · h3 white king · g2 black knight · h2 black bishop | 6 |
| 5 | f7 black king · h7 white knight · f6 white bishop · g6 white knight · h3 white king · g2 black knight · h2 black bishop | f7 black king · h7 white knight · f6 white bishop · g6 white knight · h3 white king · g2 black knight · h2 black bishop | f7 black king · h7 white knight · f6 white bishop · g6 white knight · h3 white king · g2 black knight · h2 black bishop | f7 black king · h7 white knight · f6 white bishop · g6 white knight · h3 white king · g2 black knight · h2 black bishop | f7 black king · h7 white knight · f6 white bishop · g6 white knight · h3 white king · g2 black knight · h2 black bishop | f7 black king · h7 white knight · f6 white bishop · g6 white knight · h3 white king · g2 black knight · h2 black bishop | f7 black king · h7 white knight · f6 white bishop · g6 white knight · h3 white king · g2 black knight · h2 black bishop | f7 black king · h7 white knight · f6 white bishop · g6 white knight · h3 white king · g2 black knight · h2 black bishop | 5 |
| 4 | f7 black king · h7 white knight · f6 white bishop · g6 white knight · h3 white king · g2 black knight · h2 black bishop | f7 black king · h7 white knight · f6 white bishop · g6 white knight · h3 white king · g2 black knight · h2 black bishop | f7 black king · h7 white knight · f6 white bishop · g6 white knight · h3 white king · g2 black knight · h2 black bishop | f7 black king · h7 white knight · f6 white bishop · g6 white knight · h3 white king · g2 black knight · h2 black bishop | f7 black king · h7 white knight · f6 white bishop · g6 white knight · h3 white king · g2 black knight · h2 black bishop | f7 black king · h7 white knight · f6 white bishop · g6 white knight · h3 white king · g2 black knight · h2 black bishop | f7 black king · h7 white knight · f6 white bishop · g6 white knight · h3 white king · g2 black knight · h2 black bishop | f7 black king · h7 white knight · f6 white bishop · g6 white knight · h3 white king · g2 black knight · h2 black bishop | 4 |
| 3 | f7 black king · h7 white knight · f6 white bishop · g6 white knight · h3 white king · g2 black knight · h2 black bishop | f7 black king · h7 white knight · f6 white bishop · g6 white knight · h3 white king · g2 black knight · h2 black bishop | f7 black king · h7 white knight · f6 white bishop · g6 white knight · h3 white king · g2 black knight · h2 black bishop | f7 black king · h7 white knight · f6 white bishop · g6 white knight · h3 white king · g2 black knight · h2 black bishop | f7 black king · h7 white knight · f6 white bishop · g6 white knight · h3 white king · g2 black knight · h2 black bishop | f7 black king · h7 white knight · f6 white bishop · g6 white knight · h3 white king · g2 black knight · h2 black bishop | f7 black king · h7 white knight · f6 white bishop · g6 white knight · h3 white king · g2 black knight · h2 black bishop | f7 black king · h7 white knight · f6 white bishop · g6 white knight · h3 white king · g2 black knight · h2 black bishop | 3 |
| 2 | f7 black king · h7 white knight · f6 white bishop · g6 white knight · h3 white king · g2 black knight · h2 black bishop | f7 black king · h7 white knight · f6 white bishop · g6 white knight · h3 white king · g2 black knight · h2 black bishop | f7 black king · h7 white knight · f6 white bishop · g6 white knight · h3 white king · g2 black knight · h2 black bishop | f7 black king · h7 white knight · f6 white bishop · g6 white knight · h3 white king · g2 black knight · h2 black bishop | f7 black king · h7 white knight · f6 white bishop · g6 white knight · h3 white king · g2 black knight · h2 black bishop | f7 black king · h7 white knight · f6 white bishop · g6 white knight · h3 white king · g2 black knight · h2 black bishop | f7 black king · h7 white knight · f6 white bishop · g6 white knight · h3 white king · g2 black knight · h2 black bishop | f7 black king · h7 white knight · f6 white bishop · g6 white knight · h3 white king · g2 black knight · h2 black bishop | 2 |
| 1 | f7 black king · h7 white knight · f6 white bishop · g6 white knight · h3 white king · g2 black knight · h2 black bishop | f7 black king · h7 white knight · f6 white bishop · g6 white knight · h3 white king · g2 black knight · h2 black bishop | f7 black king · h7 white knight · f6 white bishop · g6 white knight · h3 white king · g2 black knight · h2 black bishop | f7 black king · h7 white knight · f6 white bishop · g6 white knight · h3 white king · g2 black knight · h2 black bishop | f7 black king · h7 white knight · f6 white bishop · g6 white knight · h3 white king · g2 black knight · h2 black bishop | f7 black king · h7 white knight · f6 white bishop · g6 white knight · h3 white king · g2 black knight · h2 black bishop | f7 black king · h7 white knight · f6 white bishop · g6 white knight · h3 white king · g2 black knight · h2 black bishop | f7 black king · h7 white knight · f6 white bishop · g6 white knight · h3 white king · g2 black knight · h2 black bishop | 1 |
|   | a | b | c | d | e | f | g | h |   |

Trong thế cờ được biên soạn bởi Sobolevsky, Trắng thắng sau khi chiéuhêếtt đối phương bằng hai Mã:
1. Mh8+ Vg8
2. Vxg2 Tf4
3. Mg6 Th6!
4. Mg5 Tg7!
5. Me7+ Vh8
6. Mf7+ Vh7
7. Th4! Tf6!
8. Mg5+ Vh6
9. Mg8+ Vh5
10. Mxf6+! Vxh4
11. Mf3# (Nunn 1981:6).

### Nadanian
|   | a | b | c | d | e | f | g | h |   |
| 8 | h8 white rook · d7 black knight · g7 black rook · d6 white knight · g6 black knight · h6 black pawn · g5 black king · h5 white pawn · d4 white knight · f4 black pawn · h3 white king | h8 white rook · d7 black knight · g7 black rook · d6 white knight · g6 black knight · h6 black pawn · g5 black king · h5 white pawn · d4 white knight · f4 black pawn · h3 white king | h8 white rook · d7 black knight · g7 black rook · d6 white knight · g6 black knight · h6 black pawn · g5 black king · h5 white pawn · d4 white knight · f4 black pawn · h3 white king | h8 white rook · d7 black knight · g7 black rook · d6 white knight · g6 black knight · h6 black pawn · g5 black king · h5 white pawn · d4 white knight · f4 black pawn · h3 white king | h8 white rook · d7 black knight · g7 black rook · d6 white knight · g6 black knight · h6 black pawn · g5 black king · h5 white pawn · d4 white knight · f4 black pawn · h3 white king | h8 white rook · d7 black knight · g7 black rook · d6 white knight · g6 black knight · h6 black pawn · g5 black king · h5 white pawn · d4 white knight · f4 black pawn · h3 white king | h8 white rook · d7 black knight · g7 black rook · d6 white knight · g6 black knight · h6 black pawn · g5 black king · h5 white pawn · d4 white knight · f4 black pawn · h3 white king | h8 white rook · d7 black knight · g7 black rook · d6 white knight · g6 black knight · h6 black pawn · g5 black king · h5 white pawn · d4 white knight · f4 black pawn · h3 white king | 8 |
| 7 | h8 white rook · d7 black knight · g7 black rook · d6 white knight · g6 black knight · h6 black pawn · g5 black king · h5 white pawn · d4 white knight · f4 black pawn · h3 white king | h8 white rook · d7 black knight · g7 black rook · d6 white knight · g6 black knight · h6 black pawn · g5 black king · h5 white pawn · d4 white knight · f4 black pawn · h3 white king | h8 white rook · d7 black knight · g7 black rook · d6 white knight · g6 black knight · h6 black pawn · g5 black king · h5 white pawn · d4 white knight · f4 black pawn · h3 white king | h8 white rook · d7 black knight · g7 black rook · d6 white knight · g6 black knight · h6 black pawn · g5 black king · h5 white pawn · d4 white knight · f4 black pawn · h3 white king | h8 white rook · d7 black knight · g7 black rook · d6 white knight · g6 black knight · h6 black pawn · g5 black king · h5 white pawn · d4 white knight · f4 black pawn · h3 white king | h8 white rook · d7 black knight · g7 black rook · d6 white knight · g6 black knight · h6 black pawn · g5 black king · h5 white pawn · d4 white knight · f4 black pawn · h3 white king | h8 white rook · d7 black knight · g7 black rook · d6 white knight · g6 black knight · h6 black pawn · g5 black king · h5 white pawn · d4 white knight · f4 black pawn · h3 white king | h8 white rook · d7 black knight · g7 black rook · d6 white knight · g6 black knight · h6 black pawn · g5 black king · h5 white pawn · d4 white knight · f4 black pawn · h3 white king | 7 |
| 6 | h8 white rook · d7 black knight · g7 black rook · d6 white knight · g6 black knight · h6 black pawn · g5 black king · h5 white pawn · d4 white knight · f4 black pawn · h3 white king | h8 white rook · d7 black knight · g7 black rook · d6 white knight · g6 black knight · h6 black pawn · g5 black king · h5 white pawn · d4 white knight · f4 black pawn · h3 white king | h8 white rook · d7 black knight · g7 black rook · d6 white knight · g6 black knight · h6 black pawn · g5 black king · h5 white pawn · d4 white knight · f4 black pawn · h3 white king | h8 white rook · d7 black knight · g7 black rook · d6 white knight · g6 black knight · h6 black pawn · g5 black king · h5 white pawn · d4 white knight · f4 black pawn · h3 white king | h8 white rook · d7 black knight · g7 black rook · d6 white knight · g6 black knight · h6 black pawn · g5 black king · h5 white pawn · d4 white knight · f4 black pawn · h3 white king | h8 white rook · d7 black knight · g7 black rook · d6 white knight · g6 black knight · h6 black pawn · g5 black king · h5 white pawn · d4 white knight · f4 black pawn · h3 white king | h8 white rook · d7 black knight · g7 black rook · d6 white knight · g6 black knight · h6 black pawn · g5 black king · h5 white pawn · d4 white knight · f4 black pawn · h3 white king | h8 white rook · d7 black knight · g7 black rook · d6 white knight · g6 black knight · h6 black pawn · g5 black king · h5 white pawn · d4 white knight · f4 black pawn · h3 white king | 6 |
| 5 | h8 white rook · d7 black knight · g7 black rook · d6 white knight · g6 black knight · h6 black pawn · g5 black king · h5 white pawn · d4 white knight · f4 black pawn · h3 white king | h8 white rook · d7 black knight · g7 black rook · d6 white knight · g6 black knight · h6 black pawn · g5 black king · h5 white pawn · d4 white knight · f4 black pawn · h3 white king | h8 white rook · d7 black knight · g7 black rook · d6 white knight · g6 black knight · h6 black pawn · g5 black king · h5 white pawn · d4 white knight · f4 black pawn · h3 white king | h8 white rook · d7 black knight · g7 black rook · d6 white knight · g6 black knight · h6 black pawn · g5 black king · h5 white pawn · d4 white knight · f4 black pawn · h3 white king | h8 white rook · d7 black knight · g7 black rook · d6 white knight · g6 black knight · h6 black pawn · g5 black king · h5 white pawn · d4 white knight · f4 black pawn · h3 white king | h8 white rook · d7 black knight · g7 black rook · d6 white knight · g6 black knight · h6 black pawn · g5 black king · h5 white pawn · d4 white knight · f4 black pawn · h3 white king | h8 white rook · d7 black knight · g7 black rook · d6 white knight · g6 black knight · h6 black pawn · g5 black king · h5 white pawn · d4 white knight · f4 black pawn · h3 white king | h8 white rook · d7 black knight · g7 black rook · d6 white knight · g6 black knight · h6 black pawn · g5 black king · h5 white pawn · d4 white knight · f4 black pawn · h3 white king | 5 |
| 4 | h8 white rook · d7 black knight · g7 black rook · d6 white knight · g6 black knight · h6 black pawn · g5 black king · h5 white pawn · d4 white knight · f4 black pawn · h3 white king | h8 white rook · d7 black knight · g7 black rook · d6 white knight · g6 black knight · h6 black pawn · g5 black king · h5 white pawn · d4 white knight · f4 black pawn · h3 white king | h8 white rook · d7 black knight · g7 black rook · d6 white knight · g6 black knight · h6 black pawn · g5 black king · h5 white pawn · d4 white knight · f4 black pawn · h3 white king | h8 white rook · d7 black knight · g7 black rook · d6 white knight · g6 black knight · h6 black pawn · g5 black king · h5 white pawn · d4 white knight · f4 black pawn · h3 white king | h8 white rook · d7 black knight · g7 black rook · d6 white knight · g6 black knight · h6 black pawn · g5 black king · h5 white pawn · d4 white knight · f4 black pawn · h3 white king | h8 white rook · d7 black knight · g7 black rook · d6 white knight · g6 black knight · h6 black pawn · g5 black king · h5 white pawn · d4 white knight · f4 black pawn · h3 white king | h8 white rook · d7 black knight · g7 black rook · d6 white knight · g6 black knight · h6 black pawn · g5 black king · h5 white pawn · d4 white knight · f4 black pawn · h3 white king | h8 white rook · d7 black knight · g7 black rook · d6 white knight · g6 black knight · h6 black pawn · g5 black king · h5 white pawn · d4 white knight · f4 black pawn · h3 white king | 4 |
| 3 | h8 white rook · d7 black knight · g7 black rook · d6 white knight · g6 black knight · h6 black pawn · g5 black king · h5 white pawn · d4 white knight · f4 black pawn · h3 white king | h8 white rook · d7 black knight · g7 black rook · d6 white knight · g6 black knight · h6 black pawn · g5 black king · h5 white pawn · d4 white knight · f4 black pawn · h3 white king | h8 white rook · d7 black knight · g7 black rook · d6 white knight · g6 black knight · h6 black pawn · g5 black king · h5 white pawn · d4 white knight · f4 black pawn · h3 white king | h8 white rook · d7 black knight · g7 black rook · d6 white knight · g6 black knight · h6 black pawn · g5 black king · h5 white pawn · d4 white knight · f4 black pawn · h3 white king | h8 white rook · d7 black knight · g7 black rook · d6 white knight · g6 black knight · h6 black pawn · g5 black king · h5 white pawn · d4 white knight · f4 black pawn · h3 white king | h8 white rook · d7 black knight · g7 black rook · d6 white knight · g6 black knight · h6 black pawn · g5 black king · h5 white pawn · d4 white knight · f4 black pawn · h3 white king | h8 white rook · d7 black knight · g7 black rook · d6 white knight · g6 black knight · h6 black pawn · g5 black king · h5 white pawn · d4 white knight · f4 black pawn · h3 white king | h8 white rook · d7 black knight · g7 black rook · d6 white knight · g6 black knight · h6 black pawn · g5 black king · h5 white pawn · d4 white knight · f4 black pawn · h3 white king | 3 |
| 2 | h8 white rook · d7 black knight · g7 black rook · d6 white knight · g6 black knight · h6 black pawn · g5 black king · h5 white pawn · d4 white knight · f4 black pawn · h3 white king | h8 white rook · d7 black knight · g7 black rook · d6 white knight · g6 black knight · h6 black pawn · g5 black king · h5 white pawn · d4 white knight · f4 black pawn · h3 white king | h8 white rook · d7 black knight · g7 black rook · d6 white knight · g6 black knight · h6 black pawn · g5 black king · h5 white pawn · d4 white knight · f4 black pawn · h3 white king | h8 white rook · d7 black knight · g7 black rook · d6 white knight · g6 black knight · h6 black pawn · g5 black king · h5 white pawn · d4 white knight · f4 black pawn · h3 white king | h8 white rook · d7 black knight · g7 black rook · d6 white knight · g6 black knight · h6 black pawn · g5 black king · h5 white pawn · d4 white knight · f4 black pawn · h3 white king | h8 white rook · d7 black knight · g7 black rook · d6 white knight · g6 black knight · h6 black pawn · g5 black king · h5 white pawn · d4 white knight · f4 black pawn · h3 white king | h8 white rook · d7 black knight · g7 black rook · d6 white knight · g6 black knight · h6 black pawn · g5 black king · h5 white pawn · d4 white knight · f4 black pawn · h3 white king | h8 white rook · d7 black knight · g7 black rook · d6 white knight · g6 black knight · h6 black pawn · g5 black king · h5 white pawn · d4 white knight · f4 black pawn · h3 white king | 2 |
| 1 | h8 white rook · d7 black knight · g7 black rook · d6 white knight · g6 black knight · h6 black pawn · g5 black king · h5 white pawn · d4 white knight · f4 black pawn · h3 white king | h8 white rook · d7 black knight · g7 black rook · d6 white knight · g6 black knight · h6 black pawn · g5 black king · h5 white pawn · d4 white knight · f4 black pawn · h3 white king | h8 white rook · d7 black knight · g7 black rook · d6 white knight · g6 black knight · h6 black pawn · g5 black king · h5 white pawn · d4 white knight · f4 black pawn · h3 white king | h8 white rook · d7 black knight · g7 black rook · d6 white knight · g6 black knight · h6 black pawn · g5 black king · h5 white pawn · d4 white knight · f4 black pawn · h3 white king | h8 white rook · d7 black knight · g7 black rook · d6 white knight · g6 black knight · h6 black pawn · g5 black king · h5 white pawn · d4 white knight · f4 black pawn · h3 white king | h8 white rook · d7 black knight · g7 black rook · d6 white knight · g6 black knight · h6 black pawn · g5 black king · h5 white pawn · d4 white knight · f4 black pawn · h3 white king | h8 white rook · d7 black knight · g7 black rook · d6 white knight · g6 black knight · h6 black pawn · g5 black king · h5 white pawn · d4 white knight · f4 black pawn · h3 white king | h8 white rook · d7 black knight · g7 black rook · d6 white knight · g6 black knight · h6 black pawn · g5 black king · h5 white pawn · d4 white knight · f4 black pawn · h3 white king | 1 |
|   | a | b | c | d | e | f | g | h |   |

Với thế cờ này của Ashot Nadanian (hình bên), Trắng thắng sau khi chiếu hết Vua đối phương bằng hai Mã:
1. Xg8!! Xxg8
Nếu 1...Xe7, diễn biến tiếp theo sẽ là 2.M6f5! Xe1 3.Xxg6+ Vxh5 4.Xxh6+ Vg5 5.Mf3+ và Trắng thắng.
2. Me4+ Vxh5
3. Me6
và chiếu hết trong nước tiếp theo, do Đen bị "xung xoăng"; có bốn cách chiếu hết khác nhau cho Trắng:
- 3... X–bất kỳ 4. Mg7#
- 3... Md–bất kỳ 4. Mf6#
- 3... Mg–bất kỳ 4. Mf4#
- 3... f3 4. Mg3#

## Lịch sử
Theo như Lafora, thế cờ biên soạn được biết đến đầu tiên mà trong đó thể hiện hai Mã chiến thắng một Tốt là của tác giả Gioachino Greco vào năm 1620. Năm 1780, Chapais đã nghiên cứu một phần trong tổng số ba trường hợp với Tốt ở f4 hoặc h4 (Troitzky 2006:200). Đến năm 1851 Horwitz và Kling công bố ba thế cờ thể hiện việc hai Mã chiến thắng được một Tốt và hai thế cờ mà trong đó hai Mã chiến thắng hai Tốt. (Horwitz & Kling 1986:64–68). Sau này, những phân tích của Chapais đã được điều chỉnh bởi Guretsky-Cornitz và một số kỳ thủ khác, bao gồm Johann Berger trong tác phẩm Theory and Practice of the Endgame, được công bố lần đầu vào năm 1891. Tuy nhiên, những phân tích chỉnh sửa của Guretsky-Cornitz là không chính xác, còn phân tích ban đầu của Chapais về nguyên tắc thì lại là chính xác (Troitzky 2006:200). Troitsky đã bắt đầu nghiên cứu tàn cuộc này trong giai đoạn đầu thế kỷ 20 và ông đã công bố những phân tích rộng rãi của mình vào năm 1937 (Mednis 1996:43). Máy tính hiện đại đã chỉ ra những phân tích của ông là rất chính xác (Nunn 1995:265).
Dạng cờ tàn này là hiếm gặp trong những ván đấu ở cấp độ Kiện tướng trở lên - Troitzky chỉ biết tới sáu ván đấu như vậy khi ông công bố những nghiên cứu của mình vào năm 1937. Trong bốn ván đầu tiên (từ 1890 đến 1913), bên yếu chuyển sang cờ tàn nhằm muốn có được một kết quả hòa từ việc đối thủ không biết làm cách nào để chiến thắng. Ván đấu ở cấp độ Kiện tướng đầu tiên kết thúc với một chiến thắng cho bên có hai Mã là ván giữa Adolf Seitz và Eugene Znosko-Borovsky (Troitzky 2006:197–99).
|   | a                                                                                 | b                                                                                 | c                                                                                 | d                                                                                 | e                                                                                 | f                                                                                 | g                                                                                 | h                                                                                 |   |
| 8 | d4 black pawn · b3 white king · d3 white knight · b1 black king · g1 white knight | d4 black pawn · b3 white king · d3 white knight · b1 black king · g1 white knight | d4 black pawn · b3 white king · d3 white knight · b1 black king · g1 white knight | d4 black pawn · b3 white king · d3 white knight · b1 black king · g1 white knight | d4 black pawn · b3 white king · d3 white knight · b1 black king · g1 white knight | d4 black pawn · b3 white king · d3 white knight · b1 black king · g1 white knight | d4 black pawn · b3 white king · d3 white knight · b1 black king · g1 white knight | d4 black pawn · b3 white king · d3 white knight · b1 black king · g1 white knight | 8 |
| 7 | d4 black pawn · b3 white king · d3 white knight · b1 black king · g1 white knight | d4 black pawn · b3 white king · d3 white knight · b1 black king · g1 white knight | d4 black pawn · b3 white king · d3 white knight · b1 black king · g1 white knight | d4 black pawn · b3 white king · d3 white knight · b1 black king · g1 white knight | d4 black pawn · b3 white king · d3 white knight · b1 black king · g1 white knight | d4 black pawn · b3 white king · d3 white knight · b1 black king · g1 white knight | d4 black pawn · b3 white king · d3 white knight · b1 black king · g1 white knight | d4 black pawn · b3 white king · d3 white knight · b1 black king · g1 white knight | 7 |
| 6 | d4 black pawn · b3 white king · d3 white knight · b1 black king · g1 white knight | d4 black pawn · b3 white king · d3 white knight · b1 black king · g1 white knight | d4 black pawn · b3 white king · d3 white knight · b1 black king · g1 white knight | d4 black pawn · b3 white king · d3 white knight · b1 black king · g1 white knight | d4 black pawn · b3 white king · d3 white knight · b1 black king · g1 white knight | d4 black pawn · b3 white king · d3 white knight · b1 black king · g1 white knight | d4 black pawn · b3 white king · d3 white knight · b1 black king · g1 white knight | d4 black pawn · b3 white king · d3 white knight · b1 black king · g1 white knight | 6 |
| 5 | d4 black pawn · b3 white king · d3 white knight · b1 black king · g1 white knight | d4 black pawn · b3 white king · d3 white knight · b1 black king · g1 white knight | d4 black pawn · b3 white king · d3 white knight · b1 black king · g1 white knight | d4 black pawn · b3 white king · d3 white knight · b1 black king · g1 white knight | d4 black pawn · b3 white king · d3 white knight · b1 black king · g1 white knight | d4 black pawn · b3 white king · d3 white knight · b1 black king · g1 white knight | d4 black pawn · b3 white king · d3 white knight · b1 black king · g1 white knight | d4 black pawn · b3 white king · d3 white knight · b1 black king · g1 white knight | 5 |
| 4 | d4 black pawn · b3 white king · d3 white knight · b1 black king · g1 white knight | d4 black pawn · b3 white king · d3 white knight · b1 black king · g1 white knight | d4 black pawn · b3 white king · d3 white knight · b1 black king · g1 white knight | d4 black pawn · b3 white king · d3 white knight · b1 black king · g1 white knight | d4 black pawn · b3 white king · d3 white knight · b1 black king · g1 white knight | d4 black pawn · b3 white king · d3 white knight · b1 black king · g1 white knight | d4 black pawn · b3 white king · d3 white knight · b1 black king · g1 white knight | d4 black pawn · b3 white king · d3 white knight · b1 black king · g1 white knight | 4 |
| 3 | d4 black pawn · b3 white king · d3 white knight · b1 black king · g1 white knight | d4 black pawn · b3 white king · d3 white knight · b1 black king · g1 white knight | d4 black pawn · b3 white king · d3 white knight · b1 black king · g1 white knight | d4 black pawn · b3 white king · d3 white knight · b1 black king · g1 white knight | d4 black pawn · b3 white king · d3 white knight · b1 black king · g1 white knight | d4 black pawn · b3 white king · d3 white knight · b1 black king · g1 white knight | d4 black pawn · b3 white king · d3 white knight · b1 black king · g1 white knight | d4 black pawn · b3 white king · d3 white knight · b1 black king · g1 white knight | 3 |
| 2 | d4 black pawn · b3 white king · d3 white knight · b1 black king · g1 white knight | d4 black pawn · b3 white king · d3 white knight · b1 black king · g1 white knight | d4 black pawn · b3 white king · d3 white knight · b1 black king · g1 white knight | d4 black pawn · b3 white king · d3 white knight · b1 black king · g1 white knight | d4 black pawn · b3 white king · d3 white knight · b1 black king · g1 white knight | d4 black pawn · b3 white king · d3 white knight · b1 black king · g1 white knight | d4 black pawn · b3 white king · d3 white knight · b1 black king · g1 white knight | d4 black pawn · b3 white king · d3 white knight · b1 black king · g1 white knight | 2 |
| 1 | d4 black pawn · b3 white king · d3 white knight · b1 black king · g1 white knight | d4 black pawn · b3 white king · d3 white knight · b1 black king · g1 white knight | d4 black pawn · b3 white king · d3 white knight · b1 black king · g1 white knight | d4 black pawn · b3 white king · d3 white knight · b1 black king · g1 white knight | d4 black pawn · b3 white king · d3 white knight · b1 black king · g1 white knight | d4 black pawn · b3 white king · d3 white knight · b1 black king · g1 white knight | d4 black pawn · b3 white king · d3 white knight · b1 black king · g1 white knight | d4 black pawn · b3 white king · d3 white knight · b1 black king · g1 white knight | 1 |
|   | a                                                                                 | b                                                                                 | c                                                                                 | d                                                                                 | e                                                                                 | f                                                                                 | g                                                                                 | h                                                                                 |   |

|   | a                                                                                                 | b                                                                                                 | c                                                                                                 | d                                                                                                 | e                                                                                                 | f                                                                                                 | g                                                                                                 | h                                                                                                 |   |
| 8 | g6 white knight · f5 white knight · h3 black pawn · e2 white king · g2 black king · h2 black pawn | g6 white knight · f5 white knight · h3 black pawn · e2 white king · g2 black king · h2 black pawn | g6 white knight · f5 white knight · h3 black pawn · e2 white king · g2 black king · h2 black pawn | g6 white knight · f5 white knight · h3 black pawn · e2 white king · g2 black king · h2 black pawn | g6 white knight · f5 white knight · h3 black pawn · e2 white king · g2 black king · h2 black pawn | g6 white knight · f5 white knight · h3 black pawn · e2 white king · g2 black king · h2 black pawn | g6 white knight · f5 white knight · h3 black pawn · e2 white king · g2 black king · h2 black pawn | g6 white knight · f5 white knight · h3 black pawn · e2 white king · g2 black king · h2 black pawn | 8 |
| 7 | g6 white knight · f5 white knight · h3 black pawn · e2 white king · g2 black king · h2 black pawn | g6 white knight · f5 white knight · h3 black pawn · e2 white king · g2 black king · h2 black pawn | g6 white knight · f5 white knight · h3 black pawn · e2 white king · g2 black king · h2 black pawn | g6 white knight · f5 white knight · h3 black pawn · e2 white king · g2 black king · h2 black pawn | g6 white knight · f5 white knight · h3 black pawn · e2 white king · g2 black king · h2 black pawn | g6 white knight · f5 white knight · h3 black pawn · e2 white king · g2 black king · h2 black pawn | g6 white knight · f5 white knight · h3 black pawn · e2 white king · g2 black king · h2 black pawn | g6 white knight · f5 white knight · h3 black pawn · e2 white king · g2 black king · h2 black pawn | 7 |
| 6 | g6 white knight · f5 white knight · h3 black pawn · e2 white king · g2 black king · h2 black pawn | g6 white knight · f5 white knight · h3 black pawn · e2 white king · g2 black king · h2 black pawn | g6 white knight · f5 white knight · h3 black pawn · e2 white king · g2 black king · h2 black pawn | g6 white knight · f5 white knight · h3 black pawn · e2 white king · g2 black king · h2 black pawn | g6 white knight · f5 white knight · h3 black pawn · e2 white king · g2 black king · h2 black pawn | g6 white knight · f5 white knight · h3 black pawn · e2 white king · g2 black king · h2 black pawn | g6 white knight · f5 white knight · h3 black pawn · e2 white king · g2 black king · h2 black pawn | g6 white knight · f5 white knight · h3 black pawn · e2 white king · g2 black king · h2 black pawn | 6 |
| 5 | g6 white knight · f5 white knight · h3 black pawn · e2 white king · g2 black king · h2 black pawn | g6 white knight · f5 white knight · h3 black pawn · e2 white king · g2 black king · h2 black pawn | g6 white knight · f5 white knight · h3 black pawn · e2 white king · g2 black king · h2 black pawn | g6 white knight · f5 white knight · h3 black pawn · e2 white king · g2 black king · h2 black pawn | g6 white knight · f5 white knight · h3 black pawn · e2 white king · g2 black king · h2 black pawn | g6 white knight · f5 white knight · h3 black pawn · e2 white king · g2 black king · h2 black pawn | g6 white knight · f5 white knight · h3 black pawn · e2 white king · g2 black king · h2 black pawn | g6 white knight · f5 white knight · h3 black pawn · e2 white king · g2 black king · h2 black pawn | 5 |
| 4 | g6 white knight · f5 white knight · h3 black pawn · e2 white king · g2 black king · h2 black pawn | g6 white knight · f5 white knight · h3 black pawn · e2 white king · g2 black king · h2 black pawn | g6 white knight · f5 white knight · h3 black pawn · e2 white king · g2 black king · h2 black pawn | g6 white knight · f5 white knight · h3 black pawn · e2 white king · g2 black king · h2 black pawn | g6 white knight · f5 white knight · h3 black pawn · e2 white king · g2 black king · h2 black pawn | g6 white knight · f5 white knight · h3 black pawn · e2 white king · g2 black king · h2 black pawn | g6 white knight · f5 white knight · h3 black pawn · e2 white king · g2 black king · h2 black pawn | g6 white knight · f5 white knight · h3 black pawn · e2 white king · g2 black king · h2 black pawn | 4 |
| 3 | g6 white knight · f5 white knight · h3 black pawn · e2 white king · g2 black king · h2 black pawn | g6 white knight · f5 white knight · h3 black pawn · e2 white king · g2 black king · h2 black pawn | g6 white knight · f5 white knight · h3 black pawn · e2 white king · g2 black king · h2 black pawn | g6 white knight · f5 white knight · h3 black pawn · e2 white king · g2 black king · h2 black pawn | g6 white knight · f5 white knight · h3 black pawn · e2 white king · g2 black king · h2 black pawn | g6 white knight · f5 white knight · h3 black pawn · e2 white king · g2 black king · h2 black pawn | g6 white knight · f5 white knight · h3 black pawn · e2 white king · g2 black king · h2 black pawn | g6 white knight · f5 white knight · h3 black pawn · e2 white king · g2 black king · h2 black pawn | 3 |
| 2 | g6 white knight · f5 white knight · h3 black pawn · e2 white king · g2 black king · h2 black pawn | g6 white knight · f5 white knight · h3 black pawn · e2 white king · g2 black king · h2 black pawn | g6 white knight · f5 white knight · h3 black pawn · e2 white king · g2 black king · h2 black pawn | g6 white knight · f5 white knight · h3 black pawn · e2 white king · g2 black king · h2 black pawn | g6 white knight · f5 white knight · h3 black pawn · e2 white king · g2 black king · h2 black pawn | g6 white knight · f5 white knight · h3 black pawn · e2 white king · g2 black king · h2 black pawn | g6 white knight · f5 white knight · h3 black pawn · e2 white king · g2 black king · h2 black pawn | g6 white knight · f5 white knight · h3 black pawn · e2 white king · g2 black king · h2 black pawn | 2 |
| 1 | g6 white knight · f5 white knight · h3 black pawn · e2 white king · g2 black king · h2 black pawn | g6 white knight · f5 white knight · h3 black pawn · e2 white king · g2 black king · h2 black pawn | g6 white knight · f5 white knight · h3 black pawn · e2 white king · g2 black king · h2 black pawn | g6 white knight · f5 white knight · h3 black pawn · e2 white king · g2 black king · h2 black pawn | g6 white knight · f5 white knight · h3 black pawn · e2 white king · g2 black king · h2 black pawn | g6 white knight · f5 white knight · h3 black pawn · e2 white king · g2 black king · h2 black pawn | g6 white knight · f5 white knight · h3 black pawn · e2 white king · g2 black king · h2 black pawn | g6 white knight · f5 white knight · h3 black pawn · e2 white king · g2 black king · h2 black pawn | 1 |
|   | a                                                                                                 | b                                                                                                 | c                                                                                                 | d                                                                                                 | e                                                                                                 | f                                                                                                 | g                                                                                                 | h                                                                                                 |   |

|   | a                                                                                 | b                                                                                 | c                                                                                 | d                                                                                 | e                                                                                 | f                                                                                 | g                                                                                 | h                                                                                 |   |
| 8 | a7 black pawn · a5 white knight · c4 white knight · g4 black king · f2 white king | a7 black pawn · a5 white knight · c4 white knight · g4 black king · f2 white king | a7 black pawn · a5 white knight · c4 white knight · g4 black king · f2 white king | a7 black pawn · a5 white knight · c4 white knight · g4 black king · f2 white king | a7 black pawn · a5 white knight · c4 white knight · g4 black king · f2 white king | a7 black pawn · a5 white knight · c4 white knight · g4 black king · f2 white king | a7 black pawn · a5 white knight · c4 white knight · g4 black king · f2 white king | a7 black pawn · a5 white knight · c4 white knight · g4 black king · f2 white king | 8 |
| 7 | a7 black pawn · a5 white knight · c4 white knight · g4 black king · f2 white king | a7 black pawn · a5 white knight · c4 white knight · g4 black king · f2 white king | a7 black pawn · a5 white knight · c4 white knight · g4 black king · f2 white king | a7 black pawn · a5 white knight · c4 white knight · g4 black king · f2 white king | a7 black pawn · a5 white knight · c4 white knight · g4 black king · f2 white king | a7 black pawn · a5 white knight · c4 white knight · g4 black king · f2 white king | a7 black pawn · a5 white knight · c4 white knight · g4 black king · f2 white king | a7 black pawn · a5 white knight · c4 white knight · g4 black king · f2 white king | 7 |
| 6 | a7 black pawn · a5 white knight · c4 white knight · g4 black king · f2 white king | a7 black pawn · a5 white knight · c4 white knight · g4 black king · f2 white king | a7 black pawn · a5 white knight · c4 white knight · g4 black king · f2 white king | a7 black pawn · a5 white knight · c4 white knight · g4 black king · f2 white king | a7 black pawn · a5 white knight · c4 white knight · g4 black king · f2 white king | a7 black pawn · a5 white knight · c4 white knight · g4 black king · f2 white king | a7 black pawn · a5 white knight · c4 white knight · g4 black king · f2 white king | a7 black pawn · a5 white knight · c4 white knight · g4 black king · f2 white king | 6 |
| 5 | a7 black pawn · a5 white knight · c4 white knight · g4 black king · f2 white king | a7 black pawn · a5 white knight · c4 white knight · g4 black king · f2 white king | a7 black pawn · a5 white knight · c4 white knight · g4 black king · f2 white king | a7 black pawn · a5 white knight · c4 white knight · g4 black king · f2 white king | a7 black pawn · a5 white knight · c4 white knight · g4 black king · f2 white king | a7 black pawn · a5 white knight · c4 white knight · g4 black king · f2 white king | a7 black pawn · a5 white knight · c4 white knight · g4 black king · f2 white king | a7 black pawn · a5 white knight · c4 white knight · g4 black king · f2 white king | 5 |
| 4 | a7 black pawn · a5 white knight · c4 white knight · g4 black king · f2 white king | a7 black pawn · a5 white knight · c4 white knight · g4 black king · f2 white king | a7 black pawn · a5 white knight · c4 white knight · g4 black king · f2 white king | a7 black pawn · a5 white knight · c4 white knight · g4 black king · f2 white king | a7 black pawn · a5 white knight · c4 white knight · g4 black king · f2 white king | a7 black pawn · a5 white knight · c4 white knight · g4 black king · f2 white king | a7 black pawn · a5 white knight · c4 white knight · g4 black king · f2 white king | a7 black pawn · a5 white knight · c4 white knight · g4 black king · f2 white king | 4 |
| 3 | a7 black pawn · a5 white knight · c4 white knight · g4 black king · f2 white king | a7 black pawn · a5 white knight · c4 white knight · g4 black king · f2 white king | a7 black pawn · a5 white knight · c4 white knight · g4 black king · f2 white king | a7 black pawn · a5 white knight · c4 white knight · g4 black king · f2 white king | a7 black pawn · a5 white knight · c4 white knight · g4 black king · f2 white king | a7 black pawn · a5 white knight · c4 white knight · g4 black king · f2 white king | a7 black pawn · a5 white knight · c4 white knight · g4 black king · f2 white king | a7 black pawn · a5 white knight · c4 white knight · g4 black king · f2 white king | 3 |
| 2 | a7 black pawn · a5 white knight · c4 white knight · g4 black king · f2 white king | a7 black pawn · a5 white knight · c4 white knight · g4 black king · f2 white king | a7 black pawn · a5 white knight · c4 white knight · g4 black king · f2 white king | a7 black pawn · a5 white knight · c4 white knight · g4 black king · f2 white king | a7 black pawn · a5 white knight · c4 white knight · g4 black king · f2 white king | a7 black pawn · a5 white knight · c4 white knight · g4 black king · f2 white king | a7 black pawn · a5 white knight · c4 white knight · g4 black king · f2 white king | a7 black pawn · a5 white knight · c4 white knight · g4 black king · f2 white king | 2 |
| 1 | a7 black pawn · a5 white knight · c4 white knight · g4 black king · f2 white king | a7 black pawn · a5 white knight · c4 white knight · g4 black king · f2 white king | a7 black pawn · a5 white knight · c4 white knight · g4 black king · f2 white king | a7 black pawn · a5 white knight · c4 white knight · g4 black king · f2 white king | a7 black pawn · a5 white knight · c4 white knight · g4 black king · f2 white king | a7 black pawn · a5 white knight · c4 white knight · g4 black king · f2 white king | a7 black pawn · a5 white knight · c4 white knight · g4 black king · f2 white king | a7 black pawn · a5 white knight · c4 white knight · g4 black king · f2 white king | 1 |
|   | a                                                                                 | b                                                                                 | c                                                                                 | d                                                                                 | e                                                                                 | f                                                                                 | g                                                                                 | h                                                                                 |   |